# Geschichte der Biologie

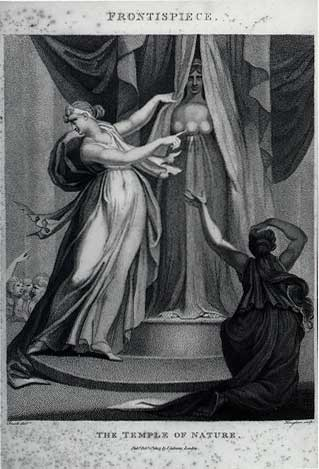
Das Deckblatt von Erasmus Darwins Gedicht The Temple of Nature zeigt, wie die Natur, dargestellt in der Person der Göttin Artemis, von einer Personifikation der Poesie enthüllt wird. Stich nach einer Zeichnung von Johann Heinrich Füssli

Die Geschichte der Biologie umfasst alle Bemühungen um das Verständnis der Welt des Lebendigen von der Antike bis in die moderne Zeit. Obwohl die Biologie als eine einheitliche Disziplin erst im 19. Jahrhundert entstanden ist, reichen ihre Wurzeln über medizinische Traditionen und Naturgeschichte bis zum indischen Ayurveda, zur Medizin im Alten Ägypten und den Werken von Aristoteles und Galenos in der griechisch-römischen Welt zurück. Die antiken Kenntnisse wurden im Mittelalter von der arabischen Medizin und von Gelehrten wie Avicenna weiterentwickelt. Während der europäischen Renaissance und der frühen Neuzeit wurde das Interesse am biologischen Denken in Europa durch die Entwicklung des Empirismus und die Entdeckung vieler neuer Arten revolutioniert. Hier sind einerseits Andreas Vesalius und William Harvey zu nennen, die durch sorgfältige Beobachtung und Experimente die Physiologie weiterentwickelten, andererseits sind Naturforscher wie Linnaeus und Buffon zu erwähnen, die die wissenschaftliche Klassifikation von Organismen und Fossilien einführten und sich mit der Entwicklung und dem Verhalten von Organismen beschäftigten. Die Erfindung des Mikroskops enthüllte die bis dahin unbekannte „Welt“ der Mikroorganismen und ermöglichte die Formulierung der Zelltheorie. Die wachsende Bedeutung der natürlichen Theologie, zum Teil als Reaktion auf das mechanistische Weltbild, verstärkte das Interesse von Gelehrten an naturgeschichtlichen Fragestellungen, wiewohl dadurch auch teleologische Vorstellungen befördert wurden.
Während des 18. und 19. Jahrhunderts wurden Botanik und Zoologie eigenständige wissenschaftliche Disziplinen. Lavoisier und andere Naturwissenschaftler begannen die lebendigen und unbelebten Naturdinge mittels chemischer und physikalischer Untersuchungsmethoden zu studieren. Entdecker wie Alexander von Humboldt untersuchten die Beziehungen zwischen Organismen und ihrer Umwelt. Indem sie bemerkten, dass diese Beziehungen von geographischen Bedingungen abhängig sind, schufen sie die Grundlagen für die Wissenschaften der Biogeographie, der Ökologie und der Verhaltensforschung.
Vertreter naturalistischer Theorien begannen, den Essentialismus abzulehnen. Sie betonten stattdessen, dass biologische Arten aussterben können und entdeckten die Variation der Arten. Die Zelltheorie lieferte neue Einblicke in das Verständnis von Organismen. Mit der von Theodor Schwann begründeten tierischen Zellenlehre hatte auch die Medizin eine neue biologische Grundlage erhalten. Diese Einsichten wurden zusammen mit Erkenntnissen aus Embryologie und Paläontologie durch Darwins Theorie der Evolution durch natürliche Selektion zusammengeführt. Am Ende des 19. Jahrhunderts konnte so die Vorstellung von der Urzeugung als falsch erkannt und durch die Theorie der Keimbahn ersetzt werden, obwohl die für ein tieferes Verständnis notwendigen Kenntnisse der Genetik noch fehlten.
Mit Beginn des 20. Jahrhunderts strebte die Biologie einer „genaueren Kenntnis der letzten Bausteine der Zelle, der Aufgaben der Interzellularsubstanz, der Körperfermente, der Gesetze der Geschlechtsbestimmung und der Vererbung“ zu. Im frühen 20. Jahrhundert wurden die Mendelschen Regeln wiederentdeckt. Dies beförderte das rasche Anwachsen genetischer Kenntnisse durch Thomas Hunt Morgan und seine Schüler. Durch die Vereinigung von Prinzipien der Populationsgenetik mit der natürlichen Selektion schufen Wissenschaftler die neodarwinistische Synthese. Neue wissenschaftliche Disziplinen entwickelten sich rasch, nachdem James D. Watson, Francis Crick und Rosalind Franklin die Struktur der DNA aufgeklärt hatten. Nach der Etablierung des „zentralen Dogmas“ der Molekularbiologie und der Entschlüsselung des genetischen Codes erfolgte eine Aufspaltung der Biologie in die „Biologie der Organismen“, welche sich mit Lebewesen beschäftigt, und das Forschungsfeld der Zellbiologie und der Molekularbiologie. Im späten 20. Jahrhundert entstanden mit der Genomforschung und der Proteomik Disziplinen, die den Trend der Aufspaltung der Biologie umkehrten. In diesen Forschungsbereichen benutzen Lebewesenwissenschaftler molekularbiologische Methoden, während Molekular- und Zellbiologen das Zusammenspiel von Genen und Umwelt genauso studieren wie die Genetik natürlicher Populationen von Organismen.

## Etymologie
Das Wort Biologie besteht einerseits aus dem griechischen Wort βίος (bios = ‚Leben‘) und andererseits dem Suffix '-logie', das ‚Wissenschaft von‘ oder ‚Kenntnis von‘ bedeutet und aus dem griechischen Verb λέγειν, legein = ‚auswählen‘, ‚zusammenfassen‘ (vgl. auch das Nomen λόγος, logos = ‚Wort‘) hergeleitet ist. Der Ausdruck Biologie in seiner modernen Bedeutung wurde von verschiedenen Autoren eingeführt, die ihn unabhängig voneinander erstmals benutzten. Im Titel von Band 3 der Philosophiae naturalis sive physicae dogmaticae: Geologia, biologia, phytologia generalis et dendrologia von Michael Christoph Hanow, veröffentlicht im Jahr 1766, erscheint der Ausdruck zum ersten Mal etwa in seiner modernen Bedeutung, als Oberbegriff für Botanik und Zoologie (vereinzelte frühere Verwendungen verwendeten den Ausdruck im Sinne des modernen Worts Biographie für das Leben einzelner Personen). Thomas Beddoes hat das Wort im Jahr 1799 in England als alternativen Ausdruck für die Physiologie des Menschen verwendet. Karl Friedrich Burdach benutzte es im Jahr 1800, Gottfried Reinhold Treviranus (Biologie oder Philosophie der lebenden Natur) und Jean-Baptiste Lamarck (Hydrogéologie) im Jahr 1802, als Oberbegriff für die Bereiche der vergleichenden Anatomie, Physiologie und Embryologie, während die klassische biologische Systematik und die Naturgeschichte zunächst noch nicht als zugehörig angesehen wurden.
Bevor der Ausdruck Biologie verbreitet verwendet wurde, erfolgte das Studium von Tieren und Pflanzen im Rahmen ganz unterschiedlicher Fachgebiete. Mit dem Wort Naturgeschichte wird eine Disziplin bezeichnet, die sich mit den deskriptiven Aspekten der Biologie befasst. Dies schließt die Mineralogie und andere nichtbiologische Themen ein. Vom Mittelalter bis zur Renaissance war das Konzept der scala naturae oder der Great Chain of Being (deutsch ‚Die große Kette der Wesen‘) der einheitliche Bezugsrahmen der Naturgeschichte. Demgegenüber wurden unter den Stichworten der Naturphilosophie und der natürlichen Theologie die konzeptionellen und metaphysischen Grundlagen des Studiums von Organismen abgehandelt. Dabei beschäftigten sich Gelehrte mit dem Problem, wieso Lebewesen existieren und sich gerade so und nicht anders verhalten. Diese Fragen wurden allerdings auch in den Bereichen der Geologie, Physik, Chemie und Astronomie gestellt. Physiologie und botanische Pharmakologie gehören zum Gebiet der Medizin. Bevor sich die Biologie als Wissenschaft etablierte, ersetzen im 18. und 19. Jahrhundert ‚Botanik‘ und ‚Zoologie‘ und – im Falle der Fossilien – die Geologie schließlich zunehmend die Naturgeschichte und die Naturphilosophie.

## Antike und mittelalterliche Naturkenntnis

### Frühe Kulturen
In den antiken Kulturen Mesopotamiens, Ägyptens, des indischen Subkontinentes und Chinas gab es unter anderem erfahrene Chirurgen und naturkundliche Gelehrte wie Sushruta und Zhang Zhongjing, die ausgeklügelte naturphilosophische Systeme entwickelten. Die Wurzeln der modernen Biologie werden allerdings üblicherweise in der säkularen Tradition der antiken griechischen Philosophie gesucht. Eines der ältesten ausgearbeiteten medizinischen Wissenssysteme ist auf dem indischen Subkontinent unter dem Namen Ayurveda entstanden. Es wurde um 1500 v. Chr. aus der Weisheitslehre des Atharvaveda entwickelt. Weitere antike medizinische Texte entstammen der ägyptischen Tradition, wie der Papyrus Edwin Smith. Auch für die Einbalsamierung, die für eine Mumifizierung notwendig ist, um die inneren Organe vor Verwesung zu schützen, benötigt man medizinische Kenntnisse.
Im antiken China kann man biologische Kenntnisse in unterschiedlichsten Disziplinen finden, unter anderem in der chinesischen Kräuterkunde, bei Ärzten, Alchemisten und in der chinesischen Philosophie. Die taoistische Tradition der chinesischen Alchemie kann als Teil der chinesischen „Lebenswissenschaften“ angesehen werden, deren Ziel neben der Herstellung von Gesundheit es war, den Stein der Weisen zu finden. Das System der klassischen chinesischen Medizin dreht sich üblicherweise um die Theorie von Yin und Yang und die Fünf-Elemente-Lehre. Taoistische Philosophen wie Zhuangzi haben im 4. Jahrhundert v. Chr. evolutionäre Ideen formuliert, indem sie die Unveränderlichkeit der biologischen Spezies verneint und vermutet haben, dass die Arten unterschiedliche Eigenschaften als Antwort auf ihre Umgebung entwickelt haben.
In der alten indischen Ayurveda-Tradition wurde unabhängig eine Drei-Säfte-Lehre entwickelt, die der Humoralpathologie der altgriechischen Medizin ähnelt, obwohl das ayurvedische System zusätzliche Annahmen macht, wie etwa die Vorstellung, dass der Körper aus fünf Elementen und sieben Geweben besteht. Ayurvedische Autoren teilten die lebenden Naturdinge in vier Kategorien, basierend auf der Vorstellung von der Natur der Geburt (Leib, Eier, Hitze und Feuchtigkeit und Samen). Sie erklärten die Empfängnis eines Fetus im Detail. Sie hatten auch beachtliche Erfolge im Bereich der Chirurgie, oft ohne die Sektion von Menschen oder Vivisektion von Tieren zu nutzen. Eine der ersten ayurvedischen Abhandlungen war das Sushruta Samhita, das Sushruta zugeschrieben wird, der im 6. Jahrhundert v. Chr. lebte. Es war auch eine der ersten Materia medica und enthielt die Beschreibung von 700 medizinisch verwendbaren Pflanzen, 64 mineralischen Präparationen und 57 Präparationen auf der Basis von tierischen Materialien.

### Antike griechische Tradition

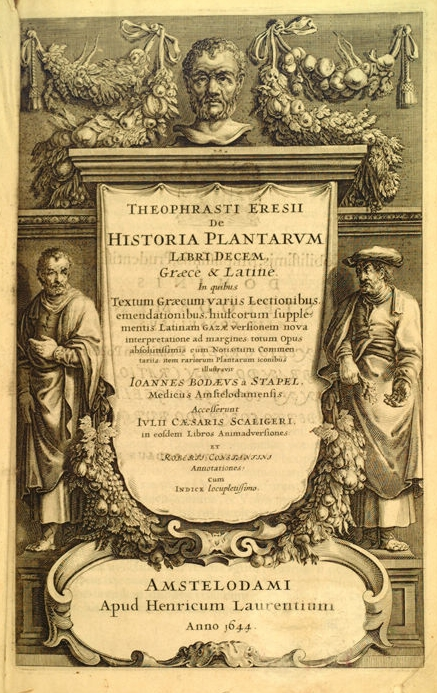
Titelblatt einer aus dem Jahre 1644 stammenden Version der erweiterten und illustrierten Edition der Historia Plantarum aus dem 13. Jahrhundert, die ursprünglich um 300 v. Chr. geschrieben wurde.

Die Vorsokratiker stellten zwar viele Fragen über das Leben, ihre Lehren lieferten aber nur wenige systematische Kenntnisse zu speziellen biologischen Problemen. Demgegenüber wurde der Versuch der Atomisten, das Leben allein aufgrund physikalischer Prinzipien zu verstehen, im Laufe der Geschichte der Biologie immer wieder neu aufgegriffen. Die medizinischen Theorien des Hippokrates und seiner Nachfolger, insbesondere die Vertreter der Humoralpathologie, hatten ebenfalls einen lange anhaltenden Einfluss auf das biologische Denken.
Der Philosoph Aristoteles war der einflussreichste Gelehrte der klassischen Antike. Obwohl seine frühen Beiträge zur Naturphilosophie vorwiegend spekulativen Charakter hatten, verfasste Aristoteles später eher empirisch orientierte Studien mit einem besonderen Augenmerk auf biologische Prozesse und die Vielfalt der Lebensformen. Er machte zahllose Naturbeobachtungen, insbesondere zu den Eigentümlichkeiten und Attributen von Pflanzen und Tieren in der ihn umgebenden Natur, und beschrieb diese, wenn er der Meinung war, dass eine Kategorisierung sich lohnte. Aristoteles beschrieb 540 Tierarten und machte bei mindestens 50 Arten eine Vivisektion. Er glaubte, dass alle Naturvorgänge von Zwecken bestimmt seien.
Aristoteles und in seiner Nachfolge die meisten Gelehrten der westlichen Welt waren bis ins 18. Jahrhundert von der Vorstellung überzeugt, dass alle Lebewesen in einer aufsteigenden hierarchischen Ordnung angeordnet wären, die eine zunehmende Perfektion von Pflanzen über Tiere bis hin zum Menschen darstellten. Aristoteles Nachfolger im Lykeion, Theophrastos, schrieb eine Reihe von Büchern über Pflanzen. So unter anderem seine Historia Plantarum, welche bis ins Mittelalter als die bedeutendste antike Abhandlung zur Botanik angesehen wurde. Viele der von Theophrastus eingeführten Namen sind bis in die Gegenwart in Gebrauch, wie carpos für Frucht und pericarpion für das Fruchtgehäuse. Plinius der Ältere war ebenfalls für seine Kenntnisse der Botanik und Naturlehre bekannt. Sein Werk Naturalis historia gilt zugleich als bedeutende Sammlung zoologischer Beschreibungen.
Einige hellenistische Gelehrte zur Zeit der Ptolemäer, insbesondere Herophilos und Erasistratos, verbesserten die physiologischen Arbeiten von Aristoteles und führten anatomische Präparationen von Tieren durch. Galenos war die bedeutendste antike Autorität im Bereich von Medizin und Anatomie. Obwohl einige antike Atomisten wie Lukrez die teleologisch geprägten Schöpfungsvorstellungen von Aristoteles infrage stellten, hat die Teleologie (und nach der Entstehung des Christentums die Natürliche Theologie) bis ins 18. und 19. Jahrhundert eine zentrale Stellung im biologischen Denken eingenommen. Ernst Mayr erklärte dazu, dass „nach Lukretz und Galen bis zur Renaissance nichts Bedeutsames mehr geschah.“ Tatsächlich wurden die griechischen Ideen zur Naturgeschichte und Medizin bis ins Mittelalter nicht hinterfragt.

### Mittelalter und Arabische Welt

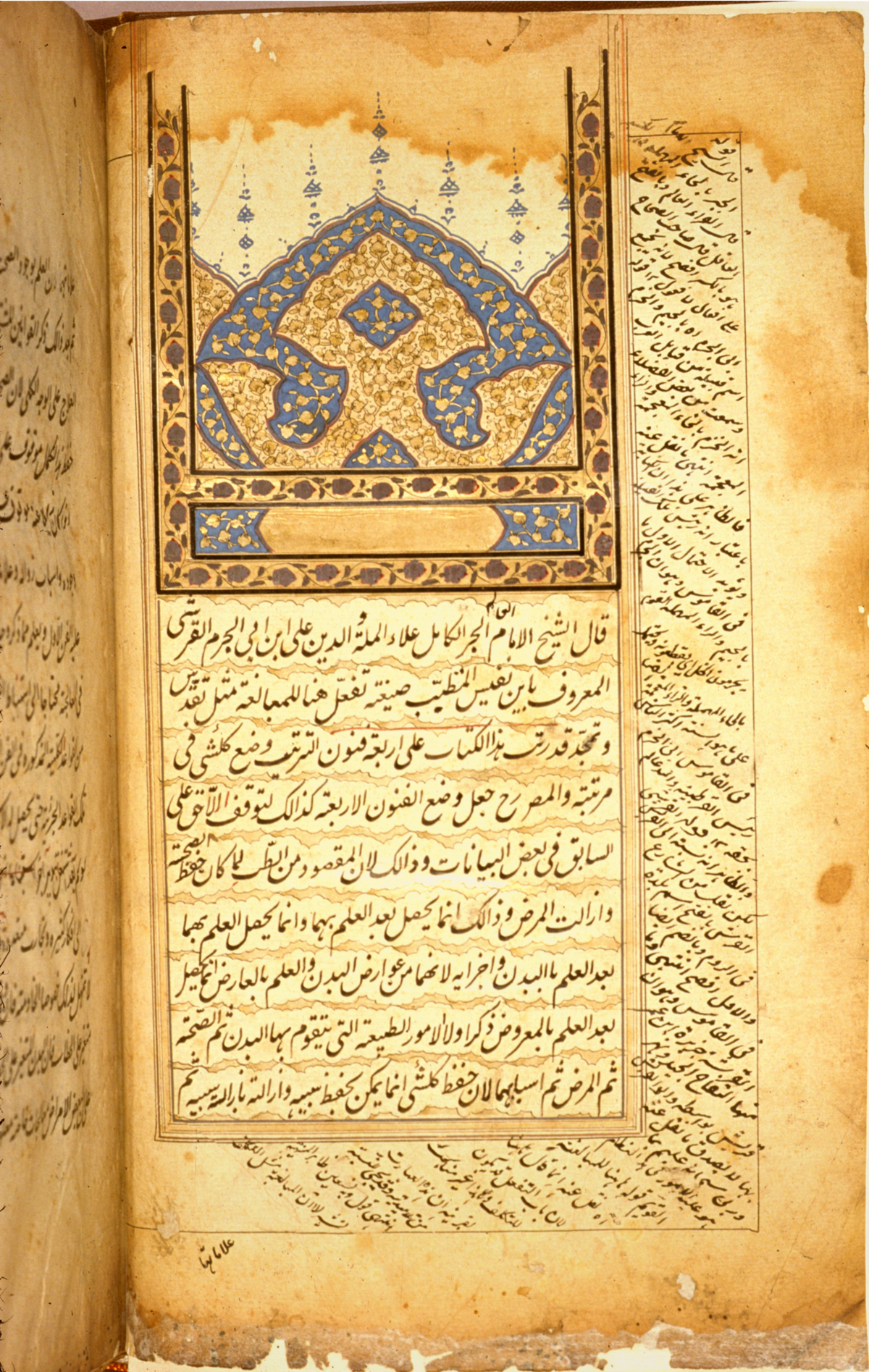
Eine biologisch-medizinische Abhandlung von Ibn an-Nafis, einem frühen Anhänger von biologischen Experimenten und Entdecker des Lungenkreislaufes und der Koronargefäße

Der Untergang Westroms in der Spätantike führte zu einem erheblichen Verlust von Kenntnissen und Fertigkeiten im mittelalterlichen westlichen Europa. Dennoch bewahrten im östlichen Mittelmeerraum Ärzte durch Überlieferung und Ausbildung die griechischen Traditionen medizinischen Wissens. In der islamischen Welt wurden viele Werke der griechischen Antike ins Arabische übersetzt und die Schriften des Aristoteles aufbewahrt. Später gelangten griechische Werke aus dem byzantinischen Reich als Übersetzungen ins Lateinische nach Europa.
Zwischen dem 8. und 13. Jahrhundert, im „goldenen Zeitalter des Islam“, das auch als die Zeit der agrikulturellen Revolution im Vorderen Orient angesehen wird, leisteten mittelalterliche arabische Ärzte, Wissenschaftler und Philosophen bedeutende Beiträge zum Verständnis biologischer Fragestellungen. In der Zoologie hat al-Dschahiz (781–869) frühe evolutionäre Vorstellungen entwickelt, wie etwa das Konzept vom „Kampf ums Dasein“. Er kannte das Konzept einer Nahrungskette und war ein früher Vertreter des Geodeterminismus.
Der persische Gelehrte Ad-Dīnawarī (828–896) wird mit seiner Schrift Buch der Pflanzen als der Begründer der arabischen Botanik angesehen. Von seinem umfangreichen, sechsbändigen Werk sind nur der dritte und der fünfte erhalten. Neben einem alphabetischen Verzeichnis aller ihm bekannten Pflanzenarten beschäftigte er sich mit Einflüssen auf deren Wachstum und Lebenszyklus. Seine Abhandlung zur Pflanzensystematik ist verloren, folgt aber, soweit rekonstruierbar, seinen Vorgängern. Ad-Dīnawarīs Werk wurde von späteren Autoren in großem Umfang zitiert und verwendet. Al-Biruni kannte das Konzept der Züchtung und vermutete, dass die Natur in ähnlicher Weise verfährt – eine Vorstellung, die mit Darwins natürlichen Selektion verglichen wurde.
Der persische Arzt Avicenna (980–1037) führte klinische Studien durch und beschrieb in dem Werk Qanun at-Tibb (Kanon der Medizin) die Prinzipien der klinischen Pharmakologie. Dieses Werk blieb in der europäischen Medizin bis ins 17. Jahrhundert ein anerkanntes Lehrbuch. Der spanisch-arabische Arzt Avenzoar (1091–1161) war ein früher Vertreter der experimentellen Tieranatomie. Ihm gelang der Nachweis, dass die Scabies durch Parasiten verursacht wird, womit er die gängige Humoralpathologie infrage stellte. Er führte auch chirurgische Experimente an Tieren durch, bevor er die Operationstechniken am Menschen anwandte. Während einer Hungersnot in Ägypten um 1200 untersuchte Abd-el-latif eine große Anzahl von Skeletten und fand so heraus, dass Galen sich in Bezug auf die Ausbildung der Knochen des Unterkiefers und des Kreuzbeins geirrt hatte. Im frühen 13. Jahrhundert entwickelte der spanisch-arabische Gelehrte Abu al-Abbas al-Nabati eine frühe Form der wissenschaftlichen Methode für botanische Studien. Er benutzte empirische Methoden und experimentelle Techniken zur Überprüfung, Beschreibung und Identifikation zahlreicher Materiae medicae und unterschied unbestätigte Berichte von solchen, die durch Erfahrung und Überprüfung bestätigt waren. Sein Schüler Abu Muhammad ibn al-Baitar (ca. 1190–1248) schrieb eine pharmazeutische Enzyklopädie, in der er 1400 Pflanzen, Lebensmittel und Arzneimittel beschrieb. 300 Beschreibungen waren seine eigene Entdeckung. Eine lateinische Übersetzung seines Werkes wurde von europäischen Gelehrten und Apothekern bis ins 18. und 19. Jahrhundert verwendet.
Der arabische Arzt Ibn an-Nafis (1213–1288) war ebenfalls ein Vertreter experimenteller Untersuchungsmethoden. Er entdeckte im Jahre 1242 den Lungenkreislauf und die Koronargefäße und damit die Grundlagen des Blutkreislaufes. Auch beschrieb er ein Modell des Stoffwechsels und kritisierte die falschen Vorstellungen von Galen und Avicenna über Humoralpathologie, Puls, Knochen, Muskeln, Eingeweide, Sinnesorgane, Gallengänge, Speiseröhre und Magen.

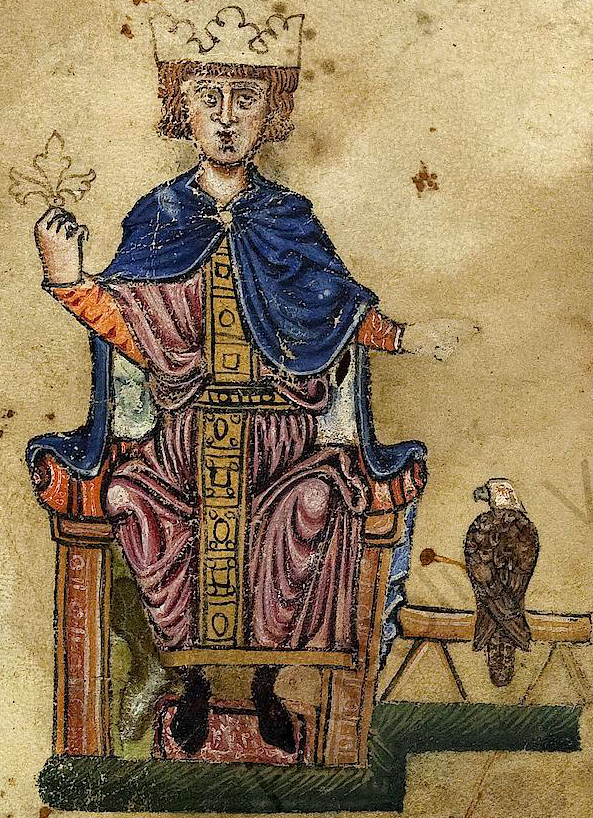
De arte venandi cum avibus, von Friedrich II., war ein einflussreiches mittelalterliches Werk zur Beizjagd und Vogelkunde.

Während des Hochmittelalters vertieften einige europäische Gelehrte wie Hildegard von Bingen, Albertus Magnus und Friedrich II. den Kanon des naturkundlichen Wissens. Die Entwicklung der mittelalterlichen europäischen Universitäten hatte aber im Gegensatz zur Situation in den Bereichen Physik und Philosophie wenig Einfluss auf den Fortschritt der Gelehrsamkeit im Bereich der Biologie.

## Renaissance und die frühe neuzeitliche Entwicklung
Infolge der europäischen Renaissance stieg bei europäischen Gelehrten das Interesse an der empirischen Naturgeschichte und der Physiologie. Im Jahre 1543 veröffentlichte Andreas Vesalius seine berühmte anatomische Schrift De humani corporis fabrica, die auf der Untersuchung menschlicher Leichen beruhte und die moderne Ära der europäischen Medizin einleitete. Vesalius war der Erste einer Reihe von Anatomen, die nach und nach die Scholastik durch den Empirismus im Bereich der Physiologie und Medizin ersetzten und damit Erfahrung aus erster Hand an die Stelle von antiker Autorität und abstraktem Denken setzten. Die von empirisch orientierten Ärzten betriebene Pflanzenheilkunde wurde so im Falle der Untersuchung von Pflanzen eine Quelle für einen erneuerten Empirismus. Otto Brunfels, Hieronymus Bock und Leonhart Fuchs verfassten ausführliche Schriften über Wildpflanzen und schufen so die neuzeitlichen Grundlagen für eine an der Naturbeobachtung orientierten Zugang zur Botanik. Mittelalterliche Tierdichtungen bilden ein literarisches Genre, das das naturkundliche und bildliche Wissen der Zeit verbindet und mit den Werken von William Turner, Pierre Belon, Guillaume Rondelet, Conrad Gessner und Ulisse Aldrovandi ausführlicher und umfassender wird.
Künstler wie Albrecht Dürer und Leonardo da Vinci arbeiteten nicht selten mit Naturforschern zusammen und waren, um ihre Werke zu verbessern, stark an Studien zur Anatomie von Menschen und Tieren interessiert. Sie studierten auch im Detail physiologische Prozesse und trugen so zum Wachstum des anatomischen Wissens ihrer Zeit bei. In den Überlieferungen der Alchemie und der Naturmagie, insbesondere aber im Werk von Paracelsus wurden zeitgenössische biologische Kenntnisse rezipiert. So unternahmen die Alchemisten chemische Analysen an organischen Materialien und experimentierten mit biologischen und mineralischen Heilmitteln. Dieser Prozess stellt einen Ausschnitt einer größeren Entwicklung dar, in deren Zusammenhang die Metapher von der „Natur als Organismus“ durch das Konzept der „Natur als Maschine“ ersetzt wurde. Die Entstehung eines mechanistischen Weltbildes im Lauf des 17. Jahrhunderts begleitete diesen Vorgang, woneben die, Gedanken von Paracelsus weiterentwickelnde, biologische Lebens- und Krankheitsauffassung, wie sie der Brüsseler Arzt und Philosoph Johan Baptista van Helmont im 17. Jahrhundert vertrat, nicht Fuß fassen konnte.

### 17. Und 18. Jahrhundert
Im 17. und 18. Jahrhundert waren Wissenschaftler mit der Klassifikation, Benennung und Ordnung biologischer Objekte beschäftigt. Carolus Linnaeus veröffentlichte im Jahre 1735 eine grundlegende Taxonomie der natürlichen Welt. In den 1750er Jahren entwarf er eine wissenschaftliche Namensgebung für alle Spezies. Während Linnaeus die biologischen Arten für unveränderliche Teile einer Schöpfungsordnung hielt, betrachtete der andere große Naturforscher des 18. Jahrhunderts, Georges-Louis Leclerc, Comte de Buffon, die Arten als Konstrukte. Er sah Lebensformen als veränderlich an und zog sogar die Möglichkeit einer Abstammungstheorie in Betracht. Obwohl Buffon die Evolution ablehnte, ist er eine Schlüsselfigur in der Geschichte der Evolutionstheorie und beeinflusste die evolutionären Theorien von Jean-Baptiste de Lamarck und Charles Darwin.
Das Barockzeitalter war die Zeit der Entdeckungsreisen. Mit diesen wurde die Beschreibung von neuen Arten und die Sammlung von Artefakten zu einer Leidenschaft wissenschaftlicher Laien und zu einem gewinnträchtigen Unternehmen für aufstrebende Bürger. Viele Naturforscher umrundeten den Erdball auf der Suche nach Abenteuern und wissenschaftlichen Erkenntnissen.

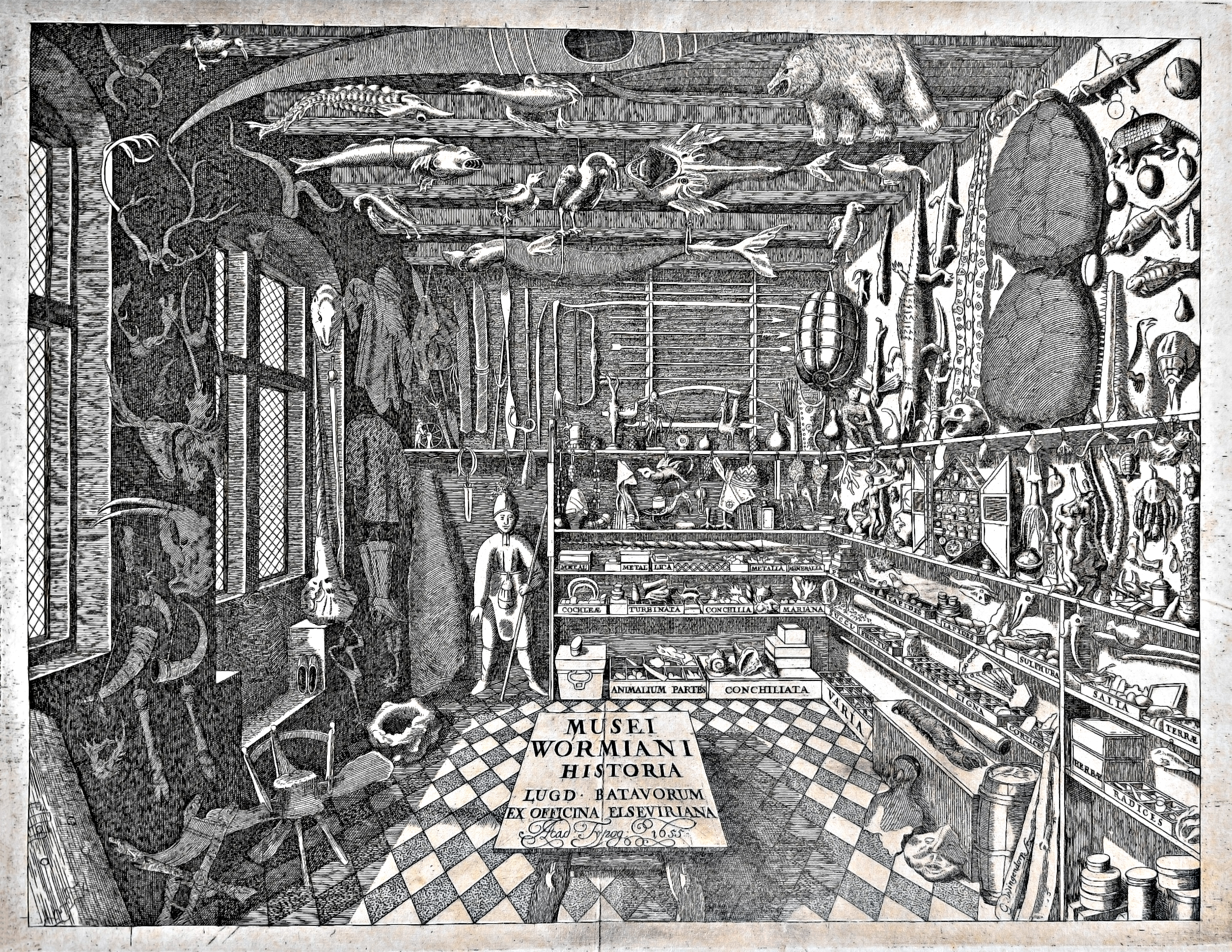
In Wunderkammern, wie denen von Olaus Wormius, wurden Artefakte von Organismen aus der ganzen Welt gesammelt. Sie wurden so zu Zentren des biologischen Wissens in der Frühen Neuzeit. Vor dem Zeitalter der Entdeckungen hatten Naturforscher keine Vorstellung von der Vielfalt der biologischen Erscheinungen.

William Harvey und andere Naturphilosophen untersuchten die Funktion von Blut und Blutgefäßen, indem sie die Arbeiten von Vesalius durch Experimente an lebenden Organismen (Tieren und Menschen) ausdehnten. Harveys De motu cordis aus dem Jahr 1628 markiert das Ende für die Theorien Galens. Zusammen mit Santorio Santorios Arbeiten zum Metabolismus wurden sie zu einem einflussreichen Vorbild für quantitative physiologische Untersuchungen.
Im frühen 17. Jahrhundert wurde der Mikrokosmos der Biologie für Untersuchungen zugänglich. Im späten 16. Jahrhundert wurden die ersten einfachen Lichtmikroskope gebaut und Robert Hooke veröffentlichte sein bahnbrechendes Werk Micrographia aus dem Jahr 1665, das auf Untersuchungen mit einem von ihm entworfenen Auflichtmikroskop beruht. Mit der Verbesserung der Linsenherstellung durch Leeuwenhoeks in den 1670er Jahren wurden einlinsige Mikroskope mit einer über 200-fachen Vergrößerung und einer guten Darstellungsqualität möglich. Gelehrte entdeckten damit Spermien, Bakterien, Infusorien und konnten so die ganze Vielfalt der mikroskopischen Welt erschließen. Ähnliche Untersuchungen durch Jan Swammerdam führten zu einem vertieften Interesse an der Insektenkunde. Er verbesserte die grundlegenden Techniken für mikroskopische Präparationen und Gewebefärbungen.

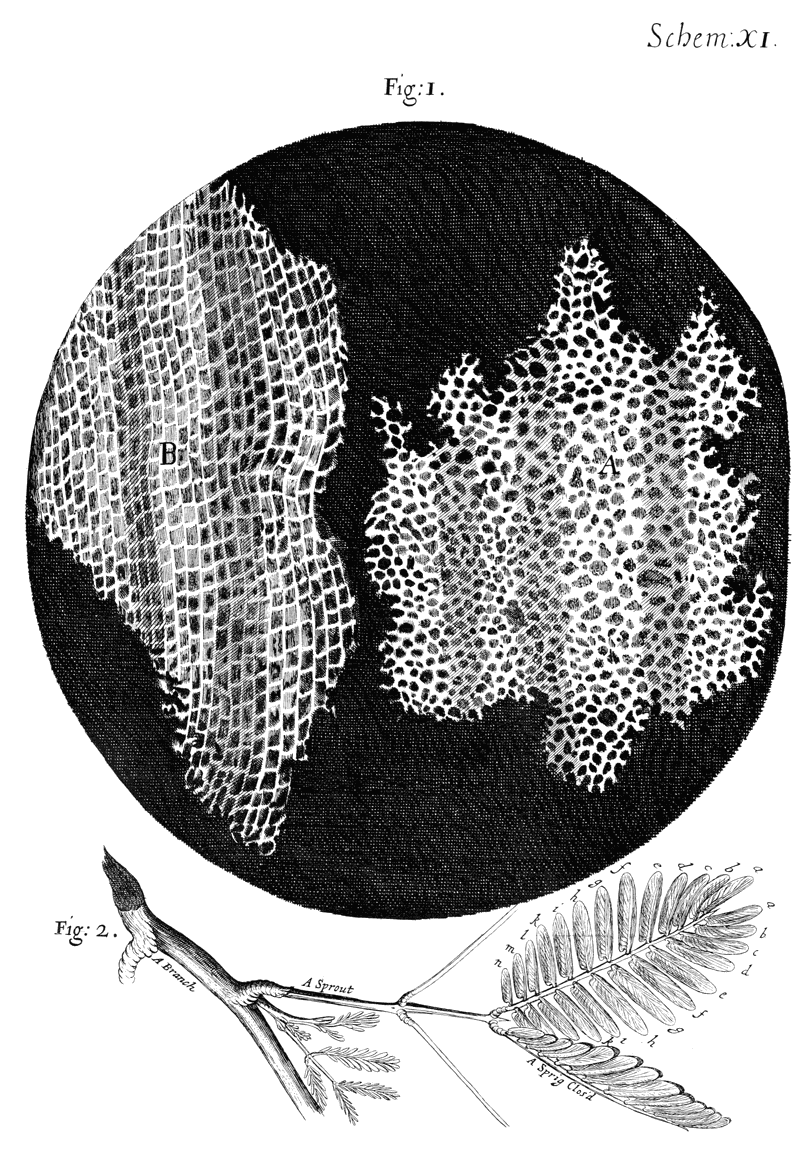
In Micrographia, Robert Hooke führte den Begriff Zelle für kleine biologische Strukturen wie bei Korkkambium ein. Ende des 19. Jahrhunderts wurde in der Zelltheorie die Zelle als die kleinste biologische Einheit definiert.

So wie die mikroskopische Welt wuchs, so schrumpfte die makroskopische. Botaniker wie John Ray versuchten die Flut der aus aller Welt herbeigeschafften und neu entdeckten Organismen zu klassifizieren und mit der natürlichen Theologie in Übereinstimmung zu bringen. Diskussionen über die Sintflut verstärkten die Entwicklung der Paläontologie. Im Jahre 1669 veröffentlichte Nicolaus Steno einen Aufsatz, in dem er beschrieb, wie sich die Überreste von Organismen in Sedimenten ablagern und zu Fossilien mineralisieren. Obwohl Stenos Ideen über die Entstehung von Fossilien weithin bekannt wurden und vielfach unter Naturforschern diskutiert wurden, bezweifelten viele Gelehrte bis zum Ende des 18. Jahrhunderts die Annahme eines organischen Ursprungs von Fossilien aufgrund von philosophischen und theologischen Vorannahmen über das Alter der Erde und den Prozess des Aussterbens von biologischen Arten.

## Das 19. Jahrhundert: die Entstehung der Biologie als Naturwissenschaft
Während des gesamten 19. Jahrhunderts war das Betätigungsfeld der neu entstehenden biologischen Wissenschaft einerseits durch die Medizin begrenzt, die sich mit den Problemen der Physiologie beschäftigte. Auf der anderen Seite besetzte die Naturgeschichte das Feld der Erforschung der Vielfalt des Lebendigen und die Interaktionen von Lebewesen untereinander und zwischen Lebewesen und der unbelebten Natur. Um 1900 überschnitten sich diese beiden Forschungsgebiete und aus der Naturgeschichte und ihrem Gegenspieler, der Naturphilosophie, entstanden spezialisierte biologische Disziplinen: Zellbiologie, Bakteriologie, Morphologie, Embryologie, Geographie und Geologie.

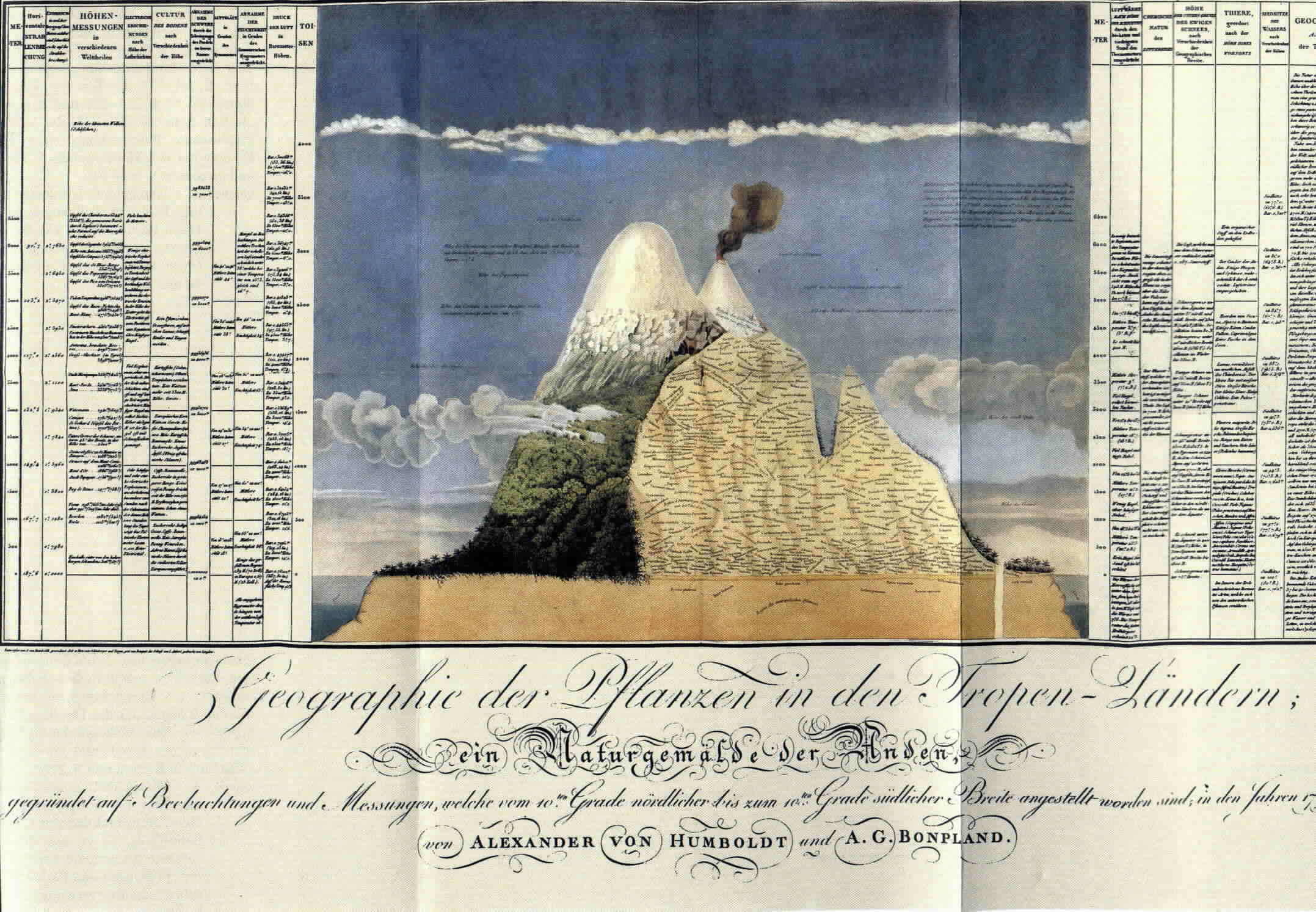
Während seiner Reisen hat Alexander von Humboldt die Verbreitung verschiedener Pflanzenarten in geographischen Regionen aufgezeichnet und gleichzeitig physikalische Parameter wie Temperatur und Luftdruck notiert.

### Naturgeschichte und Naturphilosophie
In der ersten Hälfte des 19. Jahrhunderts brachten weitgereiste Naturforscher eine Fülle von neuen Kenntnissen über die Vielfalt und die Verbreitung von Lebewesen nach Europa. Besondere Beachtung fand das Werk Alexander von Humboldts, der die Beziehungen zwischen Lebewesen und ihrer Umwelt erforschte – was traditionell das Thema der Naturgeschichte war –, indem er die quantitativen Methoden von Physik und Chemie benutzte, die bislang die Domäne der Naturphilosophie war. Dadurch begründete Humboldt die Biogeographie.

#### Geologie und Paläontologie
Die neu entstehende Geologie trug dazu bei, dass sich die traditionellen Disziplinen der Naturgeschichte und Naturphilosophie annäherten. Durch die stratigrafische Untersuchung von Sedimentschichten konnte aus der räumlichen Verteilung von Funden auf ihr zeitliches Vorkommen geschlossen werden. Dies wurde zu einem Schlüsselkonzept der entstehenden Evolutionslehre. Georges Cuvier und seine Zeitgenossen machten an der Wende vom 18. zum 19. Jahrhundert große Fortschritte in der vergleichenden Anatomie und Paläontologie. In einer Reihe von Vorlesungen und Veröffentlichungen legte Cuvier durch den Vergleich von rezenten Säugetieren und Fossilien dar, dass Fossilien die Überreste von ausgestorbenen Spezies sind und nicht Überreste von heute noch lebenden Organismen, was die damals verbreitete Annahme war.
Die von Gideon Mantell, William Buckland, Mary Anning und Richard Owen entdeckten und beschriebenen Fossilien stützen den Befund, dass es ein „Zeitalter der Reptilien“ gab, das jenem der prähistorischen Säugetiere vorangegangen war. Diese Entdeckungen fesselten die Öffentlichkeit und lenkten die Aufmerksamkeit der Gelehrten auf die Frage nach der Geschichte des Lebens auf der Erde. Die meisten Geologen hielten die Annahmen des Katastrophismus für die Entwicklung der Erde und ihrer Lebewesen dennoch weiterhin für plausibel. Erst mit Charles Lyells einflussreichem Werk Principles of Geology (1830) wurde der Katastrophismus überwunden und Huttons Theorie des Aktualismus populär.

#### Evolution und Biogeographie

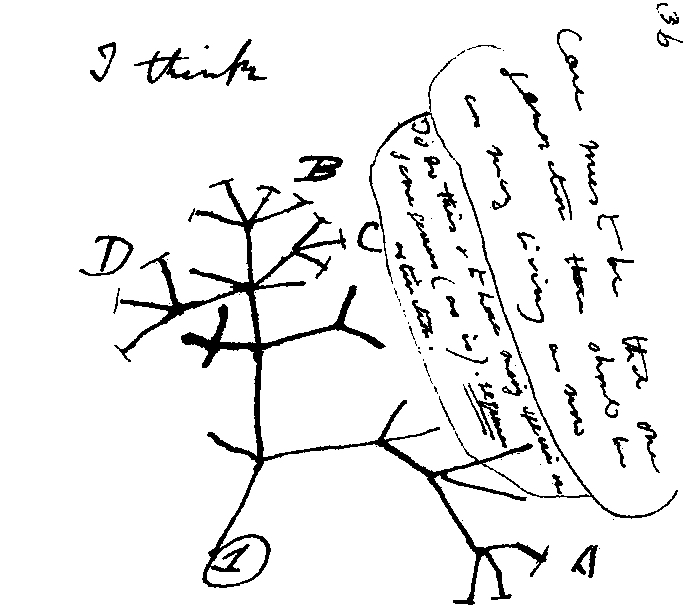
Charles Darwins früheste Notizen zu einem evolutionären Baumdiagramm aus seinem First Notebook on Transmutation of Species (1837)

Die bedeutendste Evolutionstheorie vor Darwin war die des französischen Gelehrten Jean-Baptiste Lamarck. Das Konzept einer Vererbung erworbener Eigenschaften – ein Vererbungsmechanismus der bis ins 20. Jahrhundert von vielen Wissenschaftlern für plausibel gehalten wurde – sah eine Entwicklung der Lebewesen von den einfachsten Einzellern bis zum Menschen vor.
Indem er den biogeographischen Ansatz von Humboldts, die Geologie Lyells, Thomas Malthus’ Erkenntnisse zum Wachstum von Populationen und seine eigenen morphologischen Kenntnisse kombinierte, entwickelte der britische Naturforscher Charles Darwin eine Evolutionstheorie mit der zentralen Annahme der natürlichen Selektion. Einen ähnlichen Ansatz verfolgte Alfred Russel Wallace, der unabhängig von Darwin zu denselben Schlüssen kam. Die Veröffentlichung von Darwins Theorie in seinem Buch On the Origin of Species by Means of Natural Selection, or the Preservation of Favoured Races in the Struggle for Life aus dem Jahr 1859 wird oft als zentrales Ereignis in der Geschichte der modernen Biologie angesehen.
Darwins Anerkennung als Naturforscher, der sachliche Ton seiner Darstellung und die Überzeugungskraft seine Argumente führten dazu, dass sein Werk erfolgreich war, wo andere evolutionäre Arbeiten, wie das anonym verfasste Vestiges of the Natural History of Creation, gescheitert waren. Die meisten Wissenschaftler waren bis zum Ende des 19. Jahrhunderts von den Konzepten der Evolution und der Abstammungstheorie überzeugt. Die natürliche Selektion als Motor der Evolution wurde aber bis ins 20. Jahrhundert von vielen bezweifelt, da die meisten zeitgenössischen Vorstellungen zur Genetik nicht mit einer Vererbung zufälliger Variationen vereinbar erschienen.
Wallace hat, aufbauend auf dem Werk von de Candolle, Humboldt und Darwin, wichtige Beiträge zur Geozoologie geleistet. Da er sich für die Transmutationshypothese interessierte, legte er bei seinen Forschungsreisen nach Südamerika und in den malaiischen Archipel großen Wert auf die Beschreibung des geographischen Vorkommens nahe verwandter Arten. Während seines Aufenthaltes auf dem Archipel entdeckte er die Wallace-Linie, die durch die Spice Islands verläuft und die Fauna des Archipels zwischen einer asiatischen und einer australisch-neuguineischen Zone aufteilt. Nach seiner Meinung konnte die Frage nach den Ursachen dafür, dass die Fauna von klimatisch so ähnlichen Inseln so unterschiedlich ist, nur beantwortet werden, indem man die Ursprünge der Besiedelung der Inseln aufklärt. 1876 schrieb er das Buch The Geographical Distribution of Animals, das für über ein halbes Jahrhundert das Standardlehrbuch der Biogeographie wurde. In der Erweiterung Island Life von 1880 beschäftigte er sich ausführlich mit den biogeographischen Verhältnissen auf Inseln. Er erweiterte das Sechs-Zonen-System von Philip Lutley Sclater, das die geografische Verbreitung von Vogelarten beschrieb, auf alle Tierarten. Indem er ihre Verbreitungsgebiete quantitativ auflistete, konnte er die ungleichmäßige Verteilung von Tierarten hervorheben. Die Evolution lieferte für seine Beobachtungen eine rationale Erklärung, was in dieser Weise vor ihm kein Forscher geleistet hat.
Die wissenschaftliche Erforschung der Vererbungsvorgänge erfuhr nach der Veröffentlichung von Darwins Origin of Species ein schnelles Wachstum durch die Arbeiten von Francis Galton und der Biometrie. Die Ursprünge der Genetik werden üblicherweise auf die Arbeiten des Mönchs Gregor Mendel zurückgeführt, nach dem die Mendelsche Regeln benannt sind. Allerdings gerieten seine Beiträge für 35 Jahre in Vergessenheit. In der Zwischenzeit wurden verschiedene Theorien zur Vererbung auf der Grundlage von Vorstellungen zur Pangenesis oder der Orthogenese diskutiert und untersucht. Embryologie und Ökologie wurden ebenfalls zu zentralen biologischen Disziplinen, die in Verbindung zur Evolution stehen und vor allem von Ernst Haeckel popularisiert wurden. Der größte Teil der Forschungen zur Vererbung im 19. Jahrhundert entstand allerdings nicht im Zusammenhang mit der Naturgeschichte, sondern mit der experimentellen Physiologie.

### Physiologie
Im Verlauf des 19. Jahrhunderts erweiterte sich der Gegenstandsbereich der Physiologie erheblich. Aus einem vorwiegend medizinischen Fachgebiet wurde ein weitgestecktes Forschungsfeld, in dem physikalische und chemische Prozesse der Lebenserscheinungen untersucht wurden. Die Metapher „Lebewesen sind Maschinen“ wurde so zum Paradigma im biologischen – und sozialwissenschaftlichen – Denken.

#### Zelltheorie, Embryologie und Keimtheorie

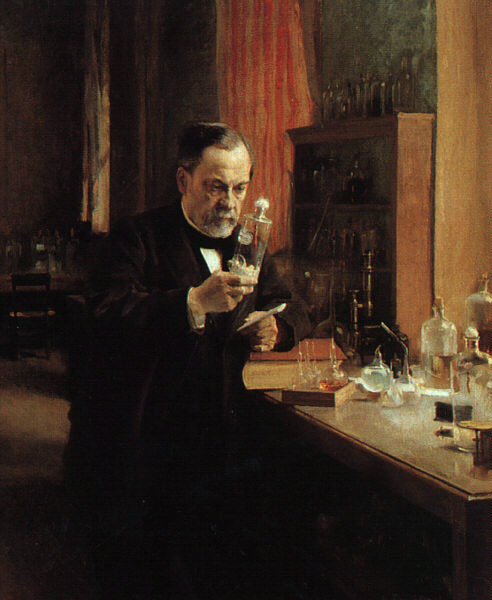
Innovative Glasgeräte und experimentelle Methoden wurden von Louis Pasteur und anderen Biologen entwickelt und bereicherten das junge Forschungsgebiet der Bakteriologie im späten 19. Jahrhundert.

Fortschritte in der Mikroskopie hatten einen großen Einfluss auf das biologische Denken. Im frühen 19. Jahrhundert widmete sich eine Reihe von Gelehrten der Erforschung von Zellen. Ab den Jahren 1838/39 veröffentlichten Schleiden und Schwann ihre Vorstellungen von der Bedeutung der Zelle: Zellen sind die Grundeinheit von Organismen und sie tragen alle Charakteristika von Leben. Beide hielten allerdings die Vorstellung für falsch, dass Zellen durch Teilung aus anderen Zellen entstehen. Erst durch die Arbeiten von Robert Remak und Rudolf Virchow waren ab 1860 alle Biologen von den drei Grundannahmen der Zelltheorie überzeugt.
Die Erkenntnisse der Zelltheorie führten Biologen dazu, Organismen als aus individuellen Zellen zusammengesetzt anzusehen. Durch die Fortschritte in der Entwicklung immer besserer Mikroskope (vor allem durch Ernst Abbe) und neue Färbemethoden wurde für Wissenschaftler auf dem Gebiet der Zellbiologie bald klar, dass auch die Zellen selbst mehr sind, als flüssigkeitsgefüllte Kammern. Im Jahre 1831 beschrieb Robert Brown zum ersten Mal den Zellkern und zum Ende des 19. Jahrhunderts kannten die Zytologen bereits viele Schlüsselkomponenten der Zelle, wie Chromosomen, Zentrosomen, Mitochondrien, Chloroplasten und andere Strukturen, die durch Färbung sichtbar gemacht werden konnten. Zwischen 1874 und 1884 beschrieb Walther Flemming die verschiedenen Stadien der Mitose und zeigte, dass sie keine durch Färbemethoden hervorgerufenen Artefakte waren, sondern auch in lebenden Zellen vorkommen. Er konnte auch zeigen, dass, kurz bevor sich die Zelle teilt, sich die Anzahl der Chromosomen verdoppelt. August Weismann kombinierte die Untersuchungen zur Zellvermehrung mit seinen Erkenntnissen der Vererbung. Er beschrieb den Zellkern – und dort vor allem die Chromosomen – als den Träger des Erbmaterials, unterschied somatische Zelle und Urkeimzelle, forderte, dass die Anzahl der Chromosomen in einer Keimzelle halbiert sein müsse und formulierte so das Konzept der Meiose. Er widerlegte auf diese Weise die von Darwin vertretene Pangenesistheorie. Weismanns Konzept der Keimbahn war vor allem auf dem Gebiet der Embryologie sehr einflussreich.
In der Mitte der 1850er Jahre wurde die Miasmatheorie der Krankheitsentstehung weitgehend durch die Keimtheorie der Krankheitsentstehung ersetzt. Dadurch erwachte unter Wissenschaftlern ein großes Interesse an Mikroorganismen und ihrer Beziehung zu anderen Lebensformen. Vor allem durch die Arbeiten von Robert Koch, der die Methoden zur Anzucht von Bakterien in Petrischalen mit agarhaltigem Nährmedium entwickelte, wurde die Bakteriologie um 1880 eine eigenständige Disziplin. Die seit langem bestehende und vor allem auf Aristoteles zurückgehende Vorstellung, dass Organismen einfach durch Spontanzeugung aus toter Materie entstehen könnten, wurde von Louis Pasteur durch eine Serie von Experimenten widerlegt. Dennoch ging die seit Aristoteles bestehende Debatte um die Frage von Vitalismus und mechanistischen Vorstellungen weiter.

#### Der Beginn der organischen Chemie und der experimentellen Physiologie
Für Chemiker wurde im 19. Jahrhundert die Unterscheidung von organischen und anorganischen Substanzen zu einer zentralen Fragestellung. Sie betraf vor allem Prozesse der organischen Transformation bei der Fermentation und Fäulnis. Diese wurden seit Aristoteles als biologische oder vitale Vorgänge angesehen. Friedrich Wöhler, Justus von Liebig und andere Pioniere in diesem Forschungsgebiet zeigten, aufbauend auf dem Werk von Lavoisier, dass organische Prozesse mit gewöhnlichen physikalischen und chemischen Methoden untersucht werden konnten. Im Jahre 1829 gelang Wöhler die anorganische Harnstoffsynthese. Er stellte so die Vorannahmen des Vitalismus infrage. Mit der Herstellung von Zellextrakten, wie 1833 der Diastase, wurde es möglich, chemische Prozesse zu beschleunigen. Aufbauend auf den Forschungen von Louis Pasteur und vielen anderen über Fermentation und „Fermente“ wies Eduard Buchner 1897 durch sorgfältige Experimente nach, dass die Zymase der Hefe zwar aus lebenden Zellen stammt, aber auch unabhängig von der lebenden Hefezelle funktioniert. Damit setzte er das Konzept des Enzyms durch. Emil Fischer postulierte 1894 auch einen Wirkmechanismus, bei dem das Enzym und sein Substrat zusammenpassen wie ein Schlüssel in ein Schloss und regte mit Messungen, die auf diesem Modell aufbauten, die Enzymkinetik an, zu der etwa 1914 mathematische Gleichungen vorlagen. Physiologen wie Claude Bernard untersuchten mittels Vivisektion und anderer experimenteller Verfahren die chemischen und physikalischen Funktionen von Lebewesen in einem bis dahin nicht gekannten Ausmaß. Sie schufen so die Grundlagen für ein vertieftes Verständnis von Biomechanik, Ernährung und Verdauung und die Voraussetzungen für die Entwicklung der Endokrinologie, einem Fachgebiet, dass durch die Entdeckung der Hormone und des Sekretins im Jahre 1902 schnell wuchs. Die Bedeutung und Vielfalt der experimentellen physiologischen Methoden in Biologie und Medizin nahm im 19. Jahrhundert stetig zu, die Kontrolle von Lebensprozessen wurde in diesen Disziplinen als eine zentrale Aufgabe erkannt und Experimente spielten in der biologischen Ausbildung bald eine entscheidende Rolle.

### Verhaltensforschung

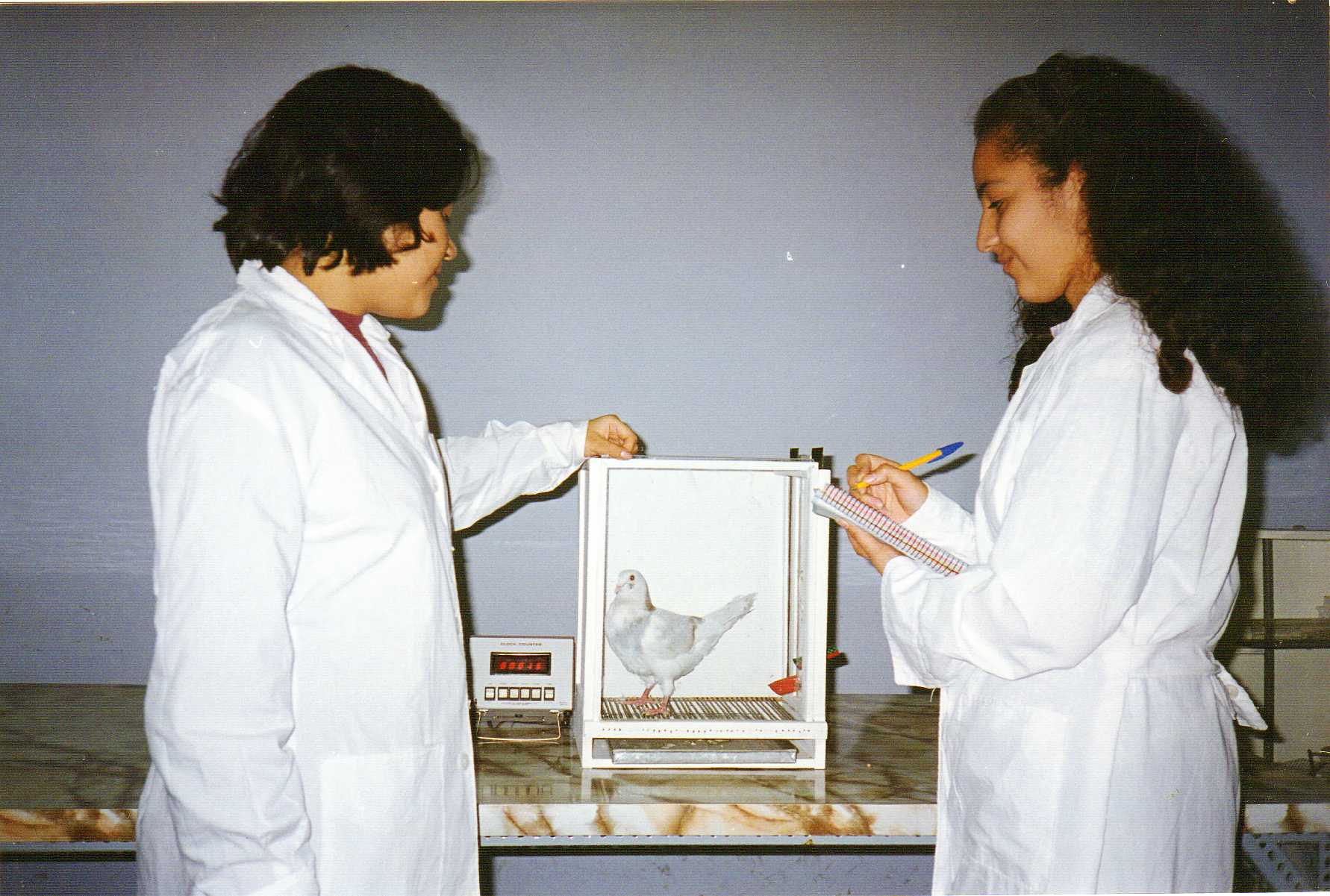
Apparatur zur Konditionierung von Tauben mit Hilfe einer Skinner-Box

Als Vorläufer der modernen Biologie des Verhaltens gelten die Tierbeobachtungen der Physikotheologen sowie die Vertreter der Tierpsychologie des ausgehenden 19. Jahrhunderts, „die die Vielfalt artspezifischer Verhaltensweisen bei Partnersuche, Nestbau und Brutpflege, ihre differenzierten Triebe (Naturtriebe, Kunsttriebe) und ihr unterschiedliches Lernvermögen beschrieben.“ Neben der beschreibenden und vergleichend-empirischen Tierpsychologie entstand zudem eine experimentelle Richtung, genannt Psychophysiologie, die sich an die Reiz- und Sinnesphysiologie anschloss und zu denen u. a. Max Verworns Psychophysiologische Protistenstudien von 1889 und die Studien von Iwan Petrowitsch Pawlow, des Entdeckers des Prinzips der Klassischen Konditionierung, zählen.
Die Etablierung der Verhaltensforschung als eine Spezialdisziplin der Zoologie erfolgte jedoch in der ersten Hälfte des 20. Jahrhunderts, nachdem sich um 1900 die „Forderung nach Objektivität der Forschungsmethoden, die sich in einer zunehmenden Quantifizierbarkeit, d. h. letztlich Mathematisierung der Tatsachen ausdrückte“, durchsetzte. Ein Beispiel für diese neue Herangehensweise ist die von Robert Yerkes entwickelte Zweifachwahl-Versuchsanordnung für Lernexperimente mit Tieren (two-alley discrimination box), die von Edward Lee Thorndike ausdrücklich in Abkehr von vorurteilsbelasteten, anekdotische Berichten zur Intelligenz von Tieren entwickelte „Box“ (ein Käfig zur Durchführung von Lernexperimenten), die Pawlowschen Hunde sowie – insbesondere in den USA – das Konzept des Behaviorismus. Als Alternative sowohl zum Black-Box-Modell des Behaviorismus als auch zur häufig anthropomorphen Tierpsychologie entwarf Jakob Johann von Uexküll seine umwelttheoretische Konzeption tierlichen Verhaltens, in der er davon ausging, „daß nicht die Lebewesen von der Umwelt bestimmt sind, sondern umgekehrt“; jeder Organismus forme „durch seine Leistungen seinen eigenen Lebensraum, der ihn – für andere Organismen unbemerkbar – umgibt“.
Den Durchbruch im Sinne eines Einzugs in die Fakultäten der Universitäten erreichte die Verhaltensbiologie in Form der heute klassischen vergleichenden Verhaltensforschung (Ethologie) ab den 1930er-Jahren, und sie erlebte danach eine vielfältige Aufspaltung in Zweige wie Humanethologie und Biolinguistik, Neuroethologie und Verhaltensökologie, Soziobiologie und Evolutionäre Psychologie.

## Biowissenschaften im 20. Jahrhundert
Seit dem Beginn des 20. Jahrhunderts wurde biologische Forschung zunehmend das Ergebnis professioneller Bemühungen. Bis dahin wurde die meiste Arbeit noch immer im Bereich der Naturgeschichte geleistet, wo die morphologische und phylogenetische Untersuchung Vorrang vor der experimentellen Ursachenerforschung hat. Allerdings wurden die Studien von anti-vitalistisch orientierten Physiologen und Embryologen immer einflussreicher. Der große Erfolg von experimentellen Zugangsweisen in den Bereichen Entwicklung, Vererbung und Stoffwechsel zu Beginn des 20. Jahrhunderts zeigte die Erklärungskraft biologischer Experimente. Dies trug dazu bei, dass in den folgenden Jahrzehnten die experimentelle Arbeit die Naturgeschichte als vorherrschende Forschungsmethode ersetzte.

### Die „Deutsche Biologie“ der NS-Zeit
Auch die Biologie war in der Zeit des Nationalsozialismus ideologischer Nutzung ausgesetzt. Änne Bäumer schrieb, zu den Aufgaben der Biologie habe gehört, die NS-Ideologie „mit biologischen Kenntnissen zu stützen und zu bestätigen“. Zu diesem Zweck wurde auch der Biologie-Unterricht in den Schulen genutzt.
Grundlage für die Politisierung auch der Biologie im Sinne der NSDAP war im April 1933 zum einen das Gesetz zur Wiederherstellung des Berufsbeamtentums, aufgrund dessen an Schulen und Universitäten Lehrende „nicht arischer Abstammung“ entlassen werden konnten. Zum anderen wurde im Herbst 1933 das sogenannte Führerprinzip an den deutschen Universitäten eingeführt (vergl. Universität im Nationalsozialismus), was zur Folge hatte, dass die bis dahin den Fakultäten bei Habilitation, Beförderung und Berufung zustehenden Entscheidungsrechte auf den Rektor übertragen wurden, der zudem nicht mehr gewählt, sondern vom Reichserziehungsminister ernannt wurde und allein diesem rechenschaftspflichtig war. In gleicher Weise wurden die Institute der Kaiser-Wilhelm-Gesellschaft und die Forschungsgemeinschaft gleichgeschaltet, zudem entstanden regimenahe Institutionen wie das SS-Institut für Pflanzengenetik und andere Institute der Forschungsgemeinschaft Deutsches Ahnenerbe. Bei anstehenden Berufungen von Professoren an eine Hochschule konnten die Fakultäten beispielsweise zwar Vorschläge machen, dem Rektor allein oblag es aber, welchen Vorschlag er dem Reichserziehungsminister vorlegte. Dieser musste zudem vorab den „Stellvertreter des Führers“ und ab 1941 die Parteikanzlei unter Martin Bormann konsultieren, bevor das Ministerium seinen Vorschlag der Reichskanzlei vorlegte, die eine Ernennung oder Berufung vornahm. Wie die Wissenschaftshistorikerin Ute Deichmann in einer Studie nachwies, führte diese Vorgehensweise dazu, „daß Parteimitglieder bei Berufungen stark begünstigt wurden.“ Analog zur sogenannten Deutschen Physik versuchten u. a. der Botaniker Ernst Lehmann und der Zoologe Otto Mangold eine „Deutsche Biologie“ zu begründen, „als scheinbar wissenschaftliche Legitimierung der NS-Ideologie“. Besondere gefördert wurden beispielsweise im Fachgebiet Botanik die Züchtungsforschung sowie andere als „kriegswichtig“ geltende Studien zur Gewinnung von Eiweißen und Fetten aus Pflanzen. Im Gebiet der Zoologie wurde u. a. Projekte zur Schädlingsbekämpfung gefördert und offiziell als „kriegswichtig“ anerkannt, nachdem Gesundheits-, Wohnungs- und Vorratsschädlinge zu einem immer größeren Problem geworden waren. Im Fachgebiet Humangenetik versuchte zum Beispiel Günther Just in Würzburg, einen Zusammenhang zwischen dem Muster der Fingerabdrücke und erblichen Geisteskrankheiten nachzuweisen.

### Ökologie und Umweltwissenschaften
Im frühen 20. Jahrhundert sahen sich Naturforscher zunehmend der Erwartung ausgesetzt, häufiger experimentelle Methoden einzusetzen. So entstand die Ökologie als eine Kombination von Biogeographie einerseits und dem Konzept des von Chemikern begründeten biogeochemischen Zyklus. Die im Feld arbeitenden Biologen entwickelten ebenfalls quantitative Methoden und lernten Laborinstrumente und Kameras zu benutzen, um so ihre Arbeit stärker von der traditionellen Naturgeschichte abzugrenzen. Zoologen und Botaniker taten alles, was sie konnten, um die unvorhersehbaren Aspekte der lebenden Welt zu mildern, indem sie Laborexperimente durchführten und halb kontrollierte Naturumgebungen wie etwa Gärten studierten. Neue Institutionen wie das Carnegie Station for Experimental Evolution und das Marine Biological Laboratory ermöglichten es den Wissenschaftlern, stärker kontrollierte Umgebungen für das Studium von Organismen und ihres gesamten Lebenszyklus zu nutzen.
Das Konzept der ökologischen Sukzession wurde in der Zeit von 1900 bis 1910 von Henry Chandler Cowles und Frederic Edward Clements erfunden und war für die frühe Pflanzenökologie bedeutsam. Die von Alfred J. Lotka entwickelten Lotka-Volterra-Regeln und die von ihm zuerst mathematisch beschriebene Räuber-Beute-Beziehung sowie die Arbeiten George Evelyn Hutchinsons zur Biogeographie und biogeochemischen Struktur von Seen und Flüssen (Limnologie) und Charles Sutherland Eltons Arbeiten zur Nahrungskette von Tieren waren im Bereich der ökologischen Subdisziplinen Vorreiter bei der Einführung von quantitativen Methoden. Die Ökologie wurde in den Jahren von 1940 bis 1950 zu einer unabhängigen Disziplin, nachdem Eugene P. Odum viele Konzepte der Ökosystemforschung entwickelt hat und so die Beziehungen zwischen verschiedenen Gruppen von Organismen (insbesondere Materie- und Energieflüsse) in das Blickfeld der Forschung rückte.
Als in den 1960er Jahren Evolutionsbiologen die Möglichkeit unterschiedlicher Einheiten der Selektion untersuchten, wandten sich auch Ökologen der Evolutionstheorie zu. In der Populationsökologie wurde die Frage diskutiert, ob es eine Gruppenselektion geben könne. Allerdings waren nach 1970 die meisten Biologen der Ansicht, dass die natürliche Selektion nur selten oberhalb der Ebene von individuellen Organismen wirksam ist. Die Ökologie wuchs schnell mit dem Aufkommen von Umweltbewegungen. Im Rahmen des International Biological Program (oder vergleichbarer Programme, wie des Hubbard Brook Experimental Forest im White Mountain National Forest) wurde schließlich versucht, die Methoden der Großforschung, die in der Physik so erfolgreich waren, auch im Bereich der Ökosystemforschung einzuführen und so Umweltprobleme in den Fokus der Öffentlichkeit zu rücken. Die Formulierung allgemeingültiger „ökologischer Naturgesetze“ ist aber bis heute eine Herausforderung geblieben, vereinheitlichende Konzepte wie z. B. die Inselbiogeographie haben aber auch hier die Erkenntnis vorangebracht.

### Klassische Genetik, die synthetische Theorie und die Evolutionstheorie

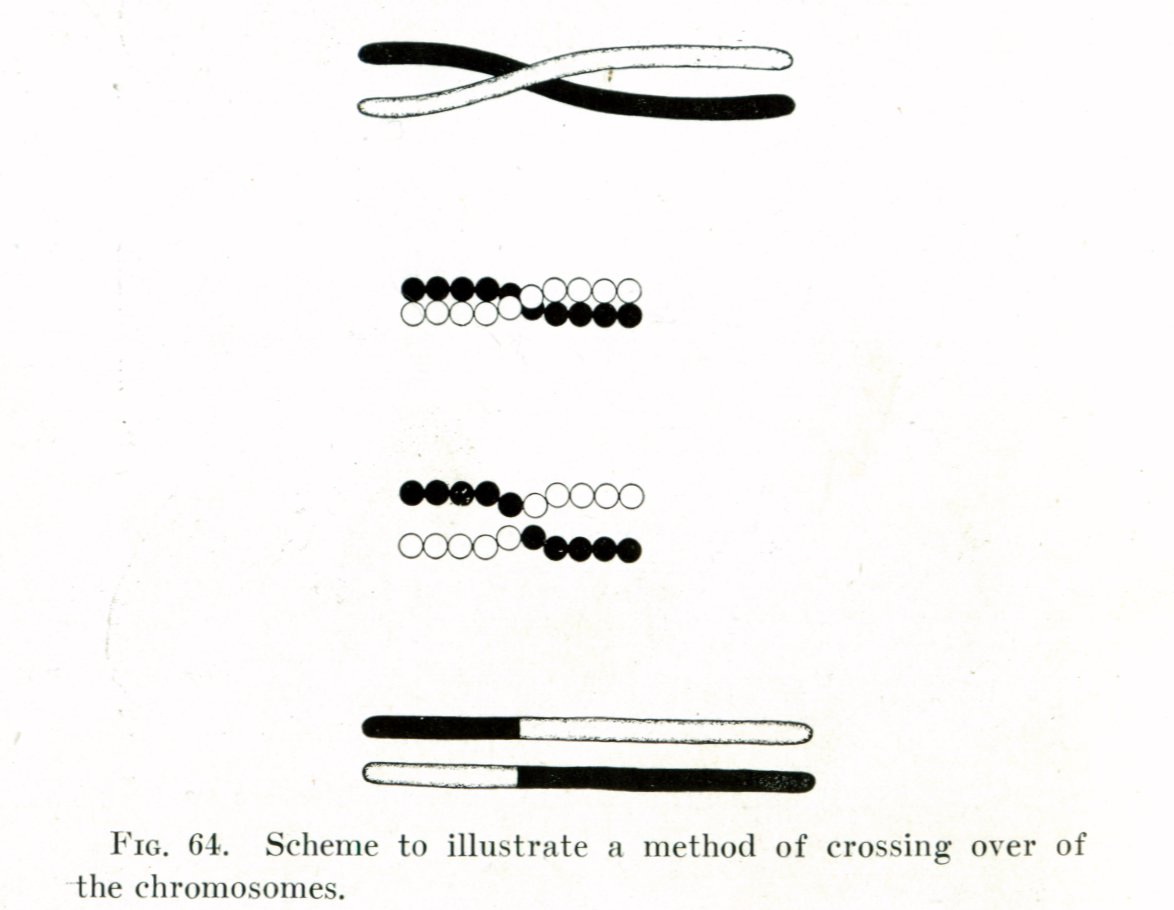
Morgans Illustration eines Crossing-over, einem Aspekt der Mendelschen Chromosomentheorie der Vererbung

Im Jahr 1900 wurde Mendel wiederentdeckt: Hugo de Vries, Carl Correns und Erich Tschermak-Seysenegg entdeckten unabhängig voneinander die mendelschen Regeln, die sich allerdings so nicht in Mendels Werk finden. Bald danach erklärten die Zellforscher Walter Sutton und Theodor Boveri, dass die Chromosomen das Erbmaterial enthielten. Zwischen 1910 und 1915 wurden von Thomas Hunt Morgan und seinen Schülern in ihrem „Fliegen-Labor“ die kontroversen Ideen zur „mendelschen Chromosomentheorie der Vererbung“ miteinander verbunden. Sie bemerkten die Verbindung zwischen verschiedenen Genen. Durch den von ihnen postulierten (und später experimentell bestätigten) Vorgang des Crossing-over konnten sie die unterschiedliche Stärke dieser Verbindung erklären, die sie Genkopplung nannten. Sie schlossen daraus, dass die Gene auf den Chromosomen aufgereiht sein müssen wie „Perlen auf einer Schnur“. Die Fruchtfliege Drosophila melanogaster, ihr bevorzugtes Versuchsobjekt, wurde so ein weithin benutzter Modellorganismus.
Hugo de Vries versuchte die neue Genetik mit der Evolutionstheorie zu verbinden. Seine Studien zur Hybridisierung erweiterte er so zu einer Theorie des Mutationismus, die im frühen 20. Jahrhundert eine breite Anerkennung fand. Der Lamarckismus hatte ebenso zahlreiche Anhänger. Demgegenüber erschien der Darwinismus unvereinbar mit den übergangslos variablen Merkmalen (wie etwa der Körpergröße), die von den Biometrikern erforscht wurden. Diese Merkmale wurden nur teilweise für erblich gehalten. Nachdem sich in den Jahren zwischen 1920 und 1930 die Morgansche Chromosomentheorie der Vererbung durchgesetzt hatte, wurde die Populationsgenetik auf der Grundlage der Arbeiten von Ronald Aylmer Fisher, J. B. S. Haldane und Sewall Wright entwickelt und zusammen mit den Konzepten der natürliche Selektion und der mendelschen Regeln zur synthetischen Evolutionstheorie vereinigt. Die Vorstellung einer Vererbung erworbener Eigenschaften wurde von den meisten Wissenschaftlern verworfen und der Mutationismus durch die neue Genetik ersetzt.
In der zweiten Hälfte des 20. Jahrhunderts wurde das Konzept der Populationsgenetik auf die neuen Disziplinen der Verhaltensforschung, der Soziobiologie und der evolutionären Psychologie angewandt. In den 1960er Jahren entwickelte William D. Hamilton spieltheoretische Zugänge, um aus evolutionstheoretischer Sicht mittels Verwandtenselektion den Altruismus zu erklären. Kontroverse Debatten um den vermuteten Ursprung höherer Organismen durch Endosymbiose und die entgegengesetzten Konzepte zur molekularen Evolution insbesondere über „egoistische Gene“, die die Selektion für den Hauptmotor der Evolution halten, einerseits und die neutrale Theorie, die den Gendrift zu einem Schlüsselmechanismus gemacht haben, andererseits haben eine beständige Debatte über die angemessene Ausgewogenheit von Adaptationismus und Zufall in der Evolutionstheorie ausgelöst.
In den 1970er Jahren haben Stephen Jay Gould und Niles Eldredge ihre Theorie des „punctuated equilibrium“ entwickelt. Ihr zufolge trägt die sogenannte Stasis – Zeiten, in denen keine evolutionäre Veränderung geschieht – zum Hauptanteil der fossilen Befunde bei, so dass sich die meisten evolutionären Veränderungen schnell und in zeitlich kurzen Abschnitten ereignen müssen. Um 1980 haben Luis Walter Alvarez und Walter Alvarez vorgeschlagen, dass ein Impakt für die Kreide-Tertiär-Grenze verantwortlich sei. Etwa zur gleichen Zeit haben Jack Sepkoski und David M. Raup eine statistische Analyse mariner Fossilien veröffentlicht und damit die Bedeutung von Massenaussterben für die Geschichte des Lebens auf der Erde hervorgehoben.

### Biochemie, Mikrobiologie, und Molekularbiologie
Zum Ende des 19. Jahrhunderts waren alle wichtigen Mechanismen des Arzneistoff-Metabolismus erforscht und die Grundzüge der Proteinsynthese, des Fettsäuremetabolismus und der Harnstoffsynthese bekannt. In den ersten Jahrzehnten des 20. Jahrhunderts wurden Vitamine isoliert und synthetisiert. Verbesserte Labormethoden wie Chromatographie und Elektrophorese führten zu schnellen Fortschritten in der physiologischen Chemie, einer Disziplin, die sich als Biochemie von ihren medizinischen Ursprüngen emanzipierte. Zwischen 1920 und 1930 begannen Biochemiker wie Hans Krebs, Carl und Gerty Cori die zentralen Stoffwechselwege aller Organismen zu erforschen: Citratzyklus, Glykogensynthese, Glykolyse und die Synthese von Steroiden und Porphyrinen. Zwischen 1930 und 1950 haben Fritz Albert Lipmann und andere Wissenschaftler die Rolle des Adenosintriphosphats als universalen Energieträger und Mitochondrien als die Kraftwerke der Zelle entdeckt. Diese traditionelle Form biochemischer Forschung wurde während des ganzen 20. Jahrhunderts sehr erfolgreich fortgesetzt.

#### Ursprünge der Molekularbiologie

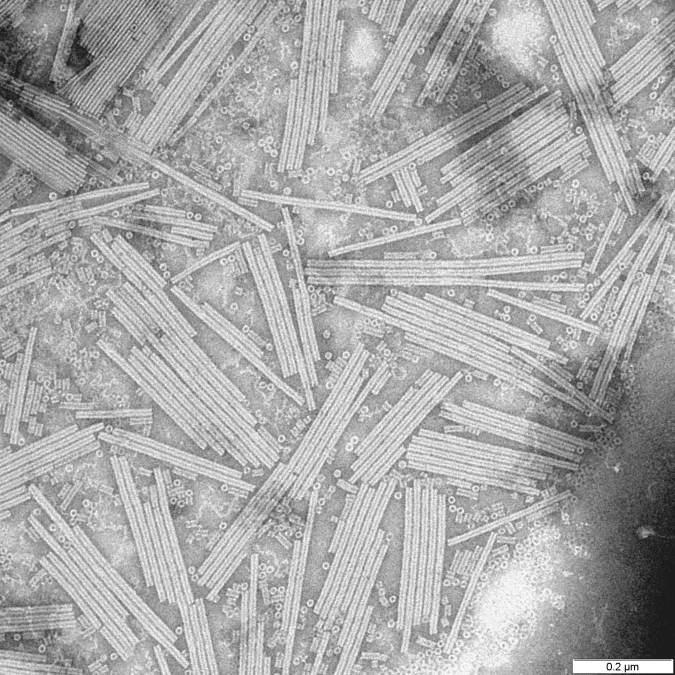
Wendell Stanleys erfolgreiche Versuche zur Kristallisation des Tabakmosaikvirus als reines Nukleoprotein im Jahre 1935 war ein überzeugender Beitrag zu der Annahme, dass die Fragen der Vererbung vollständig auf physikalische und chemische Prozesse zurückgeführt werden könnte.

Das „zentrale Dogma der Molekularbiologie“ (ursprünglich war „dogma“ eher als Spaß gemeint) wurde von Francis Crick 1958 vorgeschlagen. Bei dieser Zeichnung handelt es sich um Cricks Rekonstruktion seiner Ideen zum sog. zentralen Dogma. Die durchgezogenen Linien sollen den (1958) gesicherten Weg des Informationsflusses andeuten, die unterbrochenen Linien hypothetische Informationsflüsse.

Aufgrund der Erfolge der klassischen Genetik wandten sich viele Biologen und eine ganze Reihe bekannter Physiker der Frage nach der Natur der Gene zu. Der Leiter der Forschungsabteilung der Rockefeller Foundation, Warren Weaver, unterstützte dieses Interesse, indem er Forschungsgelder zur Verfügung stellte, die dazu dienen sollten physikalische und chemische Untersuchungsmethoden für fundamentale biologische Probleme zu entwickeln. Er schuf dafür 1938 die Bezeichnung Molekularbiologie. Weaver war mit diesem Ansatz sehr erfolgreich, in den 30er und 40er Jahren wurden viele bedeutende Forschungserfolge von der Rockefeller Foundation finanziert.
Ähnlich wie die Biochemie erlebten auch die im Spannungsfeld von Biologie und Medizin angesiedelten Teildisziplinen Bakteriologie und Virologie (später zur Mikrobiologie zusammengefasst) im frühen 20. Jahrhundert rasche Fortschritte. Félix Hubert d’Hérelles Isolierung der Bakteriophagen während des Ersten Weltkrieges ermöglichte viele Einsichten in die Genetik von Phagen und Bakterien.
Entscheidend für die Entwicklung der Molekulargenetik war die Verwendung von speziellen Modellorganismen. Durch sie wurden Experimente besser kontrollierbar und standardisierte Ergebnisse waren so leichter zu erhalten. Nach den erfolgreichen Arbeiten mit Drosophila und Mais wurde mit der Entdeckung von einfachen Modellorganismen, wie dem Schleimpilz Neurospora crassa, das Studium der Beziehungen zwischen Genetik und Biochemie sehr viel einfacher. Dies erlaubte es Tatum und Beadle im Jahr 1941 die bekannte „Ein-Gen-ein-Enzym-Hypothese“ aufzustellen. Die Experimente an Tabakmosaikviren und Bakteriophagen, die zu dieser Zeit erstmals mithilfe von Elektronenmikroskop und Ultrazentrifuge durchgeführt wurden, zwangen die Wissenschaftler, den Begriff des Lebens neu zu überdenken. Die Tatsache, dass es sich im Falle der Bakterienviren um selbstständig ohne Hilfe eines Zellkerns vermehrende Nukleoproteine handelte, stellte die weithin akzeptierte mendelsche Chromosomentheorie der Vererbung in Frage.
Oswald Avery zeigte im Jahr 1943, dass eher DNA und nicht Protein das in Chromosomen enthaltene genetische Material war, ein Sachverhalt, der 1952 im Hershey-Chase-Experiment bestätigt wurde, einer Arbeit der sogenannten Phagengruppe um Max Delbrück. 1953 schlugen James D. Watson und Francis Crick unter Kenntnis der Arbeiten von Rosalind Franklin das Doppelhelix-Modell der DNA vor. In ihrer berühmten Arbeit Molecular Structure of Nucleic Acids: A Structure for Deoxyribose Nucleic Acid bemerkten Watson und Crick umständlich: „It has not escaped our notice that the specific pairing we have postulated immediately suggests a possible copying mechanism for the genetic material.“
Nachdem der Meselson-Stahl-Versuch von 1958 das Konzept der semikonservativen Replikation der DNA bestätigt hatte, war klar, dass die Abfolge der Basen in einem DNA-Strang in irgendeiner Weise die Aminosäuresequenz von Proteinen determiniert. Daher schlug der Physiker George Gamow einen feststehenden genetischen Code vor, der Protein- und DNA-Sequenz verbinden müsste. Zwischen 1953 und 1961 waren nur wenige DNA- oder Aminosäuren-Sequenzen bekannt, dafür gab es umso mehr Vorschläge für ein Code-System. Die Situation wurde noch dadurch kompliziert, dass die Kenntnisse über die vermittelnde Rolle der RNA zunahmen. Tatsächlich war eine große Anzahl an Experimenten notwendig, um den genetischen Code schließlich zu entziffern, was Nirenberg und Khorana in den Jahren 1961–1966 gelang.

#### Die Ausweitung des molekularbiologischen Paradigmas
Zum Ende der 1950er Jahre entwickelte sich neben dem Biologiedepartment am Caltech, dem Laboratory of Molecular Biology (und seinen Vorläufern) an der Cambridge University das Institut Pasteur zu einem Schwerpunkt der molekularbiologischen Forschung. Die Wissenschaftler in Cambridge, allen voran Max Perutz und John Cowdery Kendrew, konzentrierten sich dabei auf die Strukturbiologie, indem sie Kristallstrukturanalysen und Molekulare Modellierung kombinierten und rechnergestützte Analysen der gewonnenen Daten nutzten. Sie profitierten dabei mittelbar und unmittelbar von der militärischen Forschungsförderung. Einige Biochemiker um Frederick Sanger kamen an das Laboratory of Molecular Biology und begannen damit, funktionelle und strukturelle Aspekte in der Untersuchung von biologischen Makromolekülen zu verbinden. Am Institut Pasteur haben François Jacob und Jacques Monod in der Folge des sog. PaJaMo Experimentes das Konzept der Genregulation bei Bakterien entwickelt. Ihre Untersuchungen zum lac-Operon führten zur Aufklärung der Rolle der messenger RNA bei der Genexpression. Damit war Mitte der 1960er Jahre der konzeptionelle Kern der Molekularbiologie als ein Modell der molekularen Grundlagen von Stoffwechsel und Reproduktion im Wesentlichen vollständig.
Obwohl die Molekularbiologie ein Forschungsgebiet ist, das erst wenige Jahre zuvor eine konzeptionelle Festigung erfuhr, ermöglichten in den späten 1950er und frühen 1970er Jahren erhebliche Mittelzuwendungen ein intensives Wachstum von Forschung und Institutionalisierung der Molekularbiologie. Weil sich die Methoden der Molekularbiologie genauso wie deren Anwender rasch verbreiteten und so mit der Zeit Institutionen und ganze Teildisziplinen dominierten, was zu erheblichen Konflikten mit anderen Wissenschaftlern führte, prägte der Biologe Edward O. Wilson den Begriff The Molecular Wars. Die „Molekularisierung“ der Biologie führte in den Bereichen der Genetik, Immunologie und Neurobiologie zu bedeutenden Fortschritten. Gleichzeitig wurde die Idee, dass das Leben von einem „genetischen Programm“ determiniert wird – ein Konzept, das Jacob und Monod aus dem aufstrebenden Forschungsfeld er Kybernetik und Informatik übernahmen – zu einem einflussreichen Paradigma in der gesamten Biologie. Insbesondere die Immunologie wurde in der Folge stark durch die Molekularbiologie beeinflusst und wirkte in diese zurück: die Klon-Selektionstheorie, die von Niels Kaj Jerne und Frank Macfarlane Burnet in der Mitte der 1950er Jahre entwickelt wurde, half dabei, das Verständnis für die Mechanismen der Proteinsynthese zu verbessern.
Der Widerstand gegen den wachsenden Einfluss der Molekularbiologie war besonders groß in der Evolutionsbiologie. Die Aufklärung von Proteinsequenzen hat aufgrund der Molecular-Clock-Hypothese für quantitative Untersuchungen in der Evolution eine große Bedeutung. Zwischen führenden Evolutionsbiologen wie George Gaylord Simpson und Ernst Mayr und Molekularbiologen wie Linus Pauling und Emile Zuckerkandl kam es zum Streit über die Bedeutung der Selektion und den kontinuierlichen oder diskontinuierlichen Verlauf evolutionärer Veränderungen. 1973 prägte Theodosius Dobzhansky mit dem Satz „Nothing in biology makes sense except in the light of evolution“ die Haltung der organismischen Evolutionsbiologen gegen die drohende Dominanz der Molekularbiologie. Mit Motoo Kimuras Veröffentlichung seiner Arbeiten zur neutralen Theorie der molekularen Evolution im Jahre 1968 wurde das Dilemma aufgelöst. Kimura schlug vor, dass die natürliche Selektion nicht die in allen evolutionären Prozessen allein wirkende Kraft sei. Auf der Ebene der Moleküle seien die meisten Veränderungen selektiv neutral und eher durch Zufallsprozesse (Drift) getrieben. Seit Beginn der 1970er Jahre sind die molekularen Methoden in der Evolutionsbiologie fest verankert. Mit der Erfindung der DNA-Sequenzierungsmethoden durch Allan Maxam, Walter Gilbert und Fred Sanger verschob sich der Fokus von der Bearbeitung von Proteinen und immunologischen Methoden hin zur Gensequenzierung. Seit Beginn der 1990er Jahre revolutionierten DNA-Stammbäume die Erforschung von Abstammungsvorgängen und sind heute Routine-Handwerkszeug auch in der phylogenetischen Systematik. Die Abstammungsgeschichte und Verwandtschaft, und damit auch die Systematik, aller Organismen wird seitdem vom Studium der DNA und der Morphologie zu etwa gleichen Anteilen bestimmt.

### Biotechnologie, Genetic engineering und Genomics

Sorgfältig konstruierte Escherichia-coli-Stämme gehören zu den meistbenutzten „Arbeitspferden“ in der Biotechnologie und anderen biologischen Forschungsbereichen.

Die Biotechnologie im engeren Sinne ist seit dem Ende des 19. Jahrhunderts ein bedeutender Teil der Biologie. Im Zuge der Industrialisierung von Brauerei und Landwirtschaft wurde Biologen und Chemikern bewusst, welche außergewöhnlichen Möglichkeiten sich bieten, wenn biologische Vorgänge von Menschen kontrolliert werden. Insbesondere der Fortschritt im Bereich der industriellen Fermentation bereitete der chemischen Industrie geradezu ein Füllhorn neuer Möglichkeiten. Seit den 1970er Jahren wurden zahlreiche neue biotechnologische Fertigungsprozesse entwickelt. Diese ermöglichten die Herstellung so verschiedener Produkte wie Medikamente von Penicillin bis zu Steroiden, Nahrungsmitteln wie Chlorella, Treibstoffen wie Ethanol-Kraftstoff und eine Vielzahl hybrider Hochertragssorten und neuer landwirtschaftlicher Technologien im Rahmen der grünen Revolution.

#### Rekombinante DNA-Technologien
Die Biotechnologie im modernen Sinne des Genetic Engineering entstand in den 1970er Jahren mit der Erfindung der rekombinanten DNA-Technologien. Die Entdeckung und Charakterisierung von Restriktionsenzymen durch Werner Arber folgte der Isolierung und Synthese viraler Gene. Herbert Boyer isolierte das Restriktionsenzym EcoRI und Arthur Kornberg die DNA-Ligasen. Auf diesen Vorarbeiten aufbauend, gelang Paul Berg 1972 die Herstellung der ersten transgenen Organismen. Die Verwendung von Plasmid-Vektoren erlaubte es dann, Gene für Antibiotika-Resistenzen in Bakterien einzubauen, was die Effizienz von Kloningexperimenten erheblich verbesserte.
Im Bewusstsein potentieller Gefahren (insbesondere der befürchteten Verbreitung krebsverursachender Gene durch rekombinante Bakterien) reagierten Wissenschaftler und eine große Anzahl von Kritikern nicht nur mit Begeisterung über die neuen Möglichkeiten, sondern auch mit Ängsten und der Forderung nach Restriktionen. Daher unterstützten führende Molekularbiologen um Paul Berg ein Forschungsmoratorium, das von den meisten Wissenschaftlern mitgetragen wurde, bis 1975 auf der Asilomar Conference on Recombinant DNA Richtlinien für den sicheren Umgang mit genetisch veränderten Organismen vereinbart wurden. Nach der Asilomar-Konferenz wurden die neuen genetischen Methoden sehr schnell weiter verbessert. Frederick Sanger und Walter Gilbert entwickelten unabhängig voneinander zwei verschiedene DNA-Sequenzierungsverfahren. Methoden zur Oligonukleotid-Synthese und Verfahren zum Einbau von DNA in Zellen waren ebenso in kurzer Zeit verfügbar.
Ebenso lernte man bald (an Universitäten wie in der Industrie) wirkungsvolle Verfahren zur Genexpression transgener Organismen und setzte diese ein, um menschliche Hormone in Bakterien herzustellen. Allerdings musste man bald feststellen, dass die damit verbundenen Schwierigkeiten größer waren, als man zunächst vermutet hatte. Ab 1977 wurde klar, dass eukaryotische Gene Introns enthalten, also gestückelt sein können und daher nach der Transkription ein Splicing notwendig ist, damit die Zelle aus der messenger RNA ein Protein herstellen kann. Die dafür notwendigen Enzymsysteme gibt es in Bakterien nicht, weshalb man für die Genexpression menschlicher Gene in Bakterien keine genomische DNA verwenden kann, sondern cDNA-Bibliotheken herstellen muss. Der Wettlauf, um die Herstellung menschlichen Insulins in Bakterien wurde von der Firma Genentech gewonnen. Mit diesem Erfolg begann der sogenannte Biotech-Boom und mit ihm einerseits die Ära von Biopatenten und einer vorher nicht für möglich gehaltenen Verquickung von biologischer Forschung, industrieller Fertigung und Gesetzgebung.

#### Molekulare Systematik und Genomics

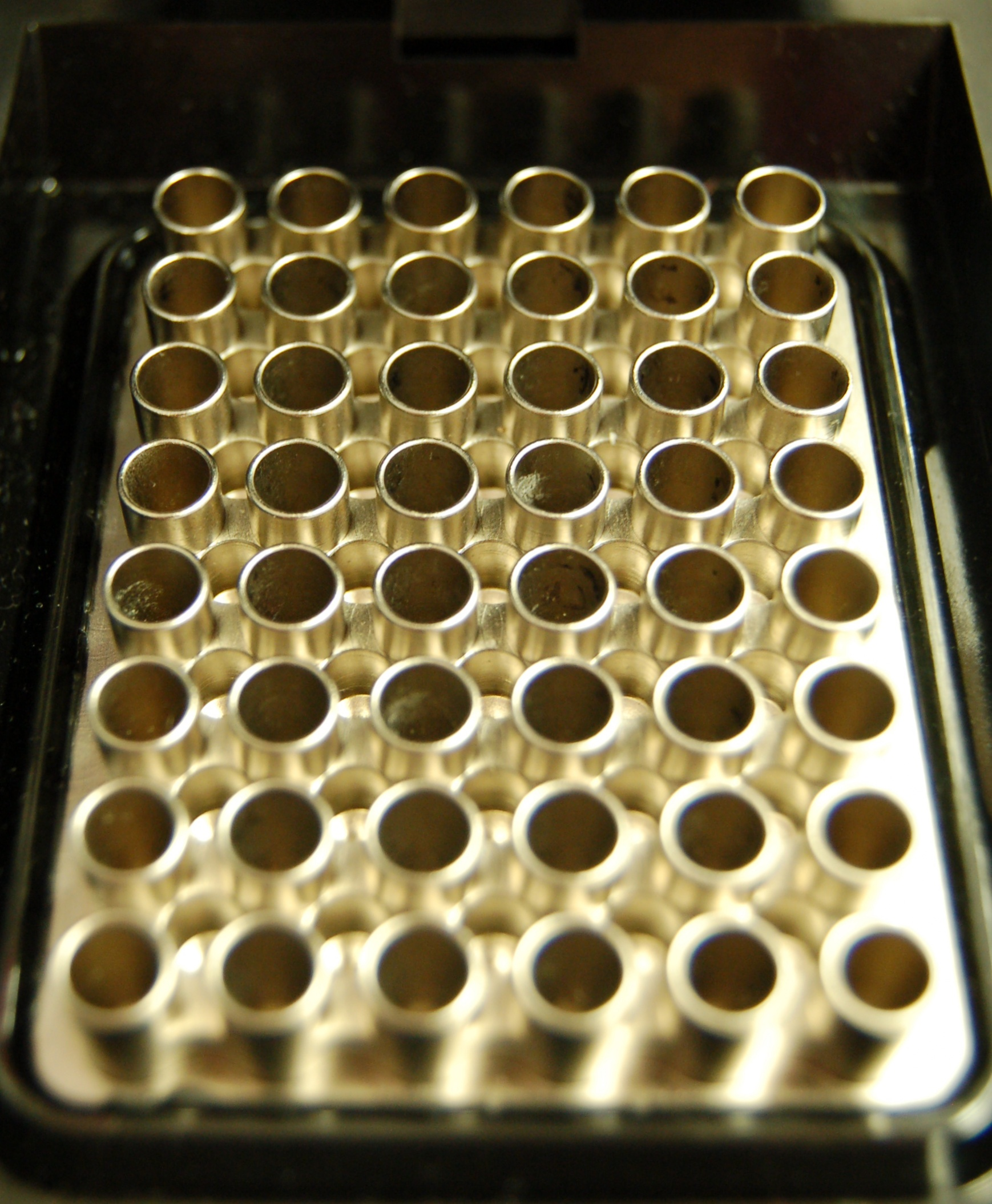
Aufsicht eines Thermocyclers mit 48 Probenzellen für die Polymerase-Kettenreaktion

Mit dem Beginn der 1980er Jahre hatte die Proteinsequenzierung bereits die Methoden wissenschaftlicher Klassifikation von Organismen revolutioniert (insbesondere die Kladistik). Bald begannen Biologen auch damit, RNA- und DNA-Sequenzen als phänotypische Merkmale zu betrachten. Dies erweiterte die Bedeutung des Forschungsfeldes der molekularen Evolution in der Evolutionsbiologie, da man nun die Ergebnisse der molekularen Systematik mit den Befunden der traditionellen evolutionären Stammbäume auf der Grundlage der Morphologie vergleichen konnte. Die Ideen von Lynn Margulis zur Endosymbiontentheorie (der Annahme, dass die Organellen eukaryotischer Zellen von frei lebenden prokaryotischen Organismen durch Symbiose abstammen) bahnten den Weg zu einer neuen Einteilung des Stammbaums der Organismen. In den 1990er Jahren wurde die Annahme von fünf Reichen von Lebewesen (Tiere, Pflanzen, Pilze, Protisten und Moneren) durch das Konzept dreier Reiche (Archaeen, Bakterien und Eukaryoten) ersetzt. Die Dreiteilung beruht dabei auf einem Vorschlag von Carl Woeses Pionierarbeiten der molekularen Systematik auf der Grundlage der Sequenzierung von 16S ribosomaler RNA. Die Entwicklung und weite Verbreitung der Polymerase-Kettenreaktion (PCR) Mitte der 1980er Jahre durch Kary Mullis und andere von der Firma Cetus Corp. stellte einen weiteren Wendepunkt in der Geschichte der modernen Biotechnologie dar. Durch sie wurden DNA-Analysen erheblich vereinfacht. Zusammen mit der Anwendung von Expressed Sequence Tags führten PCR-Untersuchungen zur Entdeckung von viel mehr Genen, als mithilfe traditioneller Methoden möglich gewesen wäre und eröffneten die Möglichkeit der Sequenzierung kompletter Genome.
Mit der Entdeckung der homeobox-Gene, zuerst im Falle der Fruchtfliege und dann bei anderen Tieren, einschließlich des Menschen wurde deutlich, in welch großem Ausmaß die Morphogenese der Organismen ähnlichen Regeln und Gesetzen folgt. Diese Entdeckung führte zu einer Fülle neuer Erkenntnisse im Bereich der Entwicklungsbiologie und zu einem vertieften Verständnis dafür, wie sich Körperbaupläne im Tierreich entwickelt haben.
Das Human Genome Project – das größte und teuerste je unternommene biologische Forschungsprojekt – startete im Jahre 1988 unter der Führung von James D. Watson, nachdem vorbereitende Projekte an einfachen Organismen wie E. coli, S. cerevisiae und C. elegans erfolgreich waren. Mithilfe der Methode der Schrotschuss-Sequenzierung und Genisolierungsverfahren, die von Craig Venter entwickelt wurden, startete das Unternehmen Celera Genomics ein privat finanziertes Konkurrenzprojekt zum staatlich geförderten Human Genome Projekt. Der Wettstreit endete im Jahre 2000 mit einem Kompromiss, bei dem beide Teams ihre Ergebnisse der Sequenzierung des kompletten menschlichen Genoms gleichzeitig vorstellten.

## Die Biowissenschaften im 21. Jahrhundert
Zu Beginn des 21. Jahrhunderts kam es zu einer Vereinigung der biologischen Disziplinen mit der Biophysik, einer zuvor eigenständigen Abspaltung aus der Physik und Biologie. Hier wurden Fortschritte im Bereich der Entwicklung neuartiger Methoden aus dem Bereich der analytischen Chemie und Physik gemacht, die nun in der Biologie angewendet wurden. Dazu zählen verbesserte Sensoren, optische Methoden, Biomarker, Signalprozessoren, Roboter, Messinstrumente und erhebliche Verbesserungen im Bereich der computergestützten Analyse und Speicherung von digitalisierten Daten, der Visualisierung von spektroskopischen- und Sequenzdaten und Simulation von Prozessen im Computer. Davon profitierten experimentelle Verfahren genauso wie theoretische Untersuchungen, Datensammlungen und Veröffentlichungen im Internet vor allem in den Bereichen der molekularen Biochemie und Ökosystemforschung. Dadurch wurde es für Forscher in der ganzen Welt möglich, gemeinsam an theoretischen Modellen, komplexen Computersimulationen, rechnergestützten Vorhersagen für experimentelle Verfahren und weltweiten Datensammlungen zu arbeiten und die Ergebnisse in offenen Peer-Review-Verfahren zu überprüfen und gemeinsam zu veröffentlichen. Neue Forschungsfelder entstanden durch den Zusammenschluss bisher getrennter Disziplinen, wie im Falle der Bioinformatik, Theoretischen Biologie, Evolutionären Entwicklungsbiologie, Astrobiologie und der synthetischen Biologie.

## Verwendete Literatur
- Garland E. Allen: Thomas Hunt Morgan: The Man and His Science. Princeton University Press, Princeton 1978, ISBN 0-691-08200-6.
- Garland E. Allen: Life Science in the Twentieth Century. Cambridge University Press, 1975.
- Julia Annas: Classical Greek Philosophy. In: John Boardman, Jasper Griffin, Oswyn Murray (Hrsg.): The Oxford History of the Classical World. Oxford University Press, New York 1986, ISBN 0-19-872112-9.
- Jonathan Barnes: Hellenistic Philosophy and Science. In: John Boardman, Jasper Griffin, Oswyn Murray (Hrsg.): The Oxford History of the Classical World. Oxford University Press, New York 1986, ISBN 0-19-872112-9.
- Peter J. Bowler: The Earth Encompassed: A History of the Environmental Sciences. W. W. Norton & Company, New York 1992, ISBN 0-393-32080-4.
- Peter J. Bowler: The Eclipse of Darwinism: Anti-Darwinian Evolution Theories in the Decades around 1900. The Johns Hopkins University Press, Baltimore 1983, ISBN 0-8018-2932-1.
- Peter J. Bowler: Evolution: The History of an Idea. University of California Press, 2003, ISBN 0-520-23693-9.
- Janet Browne: The Secular Ark: Studies in the History of Biogeography. Yale University Press, New Haven 1983, ISBN 0-300-02460-6.
- Robert Bud: The Uses of Life: A History of Biotechnology. Cambridge University Press, London 1993, ISBN 0-521-38240-8.
- John Caldwell: Drug metabolism and pharmacogenetics: the British contribution to fields of international significance. In: British Journal of Pharmacology. Vol. 147, Issue S1, Januar 2006, S. S89–S99.
- William Coleman: Biology in the Nineteenth Century: Problems of Form, Function, and Transformation. Cambridge University Press, New York 1977, ISBN 0-521-29293-X.
- Angela N. H. Creager: The Life of a Virus: Tobacco Mosaic Virus as an Experimental Model, 1930–1965. University of Chicago Press, Chicago 2002, ISBN 0-226-12025-2.
- Angela N. H. Creager: Building Biology across the Atlantic. In: Journal of the History of Biology. Vol. 36, No. 3, September 2003, S. 579–589 (Essay-Review).
- Soraya de Chadarevian: Designs for Life: Molecular Biology after World War II. Cambridge University Press, Cambridge 2002, ISBN 0-521-57078-6.
- Michael R. Dietrich: Paradox and Persuasion: Negotiating the Place of Molecular Evolution within Evolutionary Biology. In: Journal of the History of Biology. Vol. 31, 1998, S. 85–111.
- Kevin Davies: Cracking the Genome: Inside the Race to Unlock Human DNA. The Free Press, New York 2001, ISBN 0-7432-0479-4.
- Joseph S. Fruton Proteins, Enzymes, Genes: The Interplay of Chemistry and Biology. Yale University Press, New Haven 1999, ISBN 0-300-07608-8.
- Herbert Gottweis: Governing Molecules: The Discursive Politics of Genetic Engineering in Europe and the United States. MIT Press, Cambridge, MA 1998, ISBN 0-262-07189-4.
- Stephen Jay Gould: The Structure of Evolutionary Theory. The Belknap Press of Harvard University Press, Cambridge 2002, ISBN 0-674-00613-5.
- Joel B. Hagen: An Entangled Bank: The Origins of Ecosystem Ecology. Rutgers University Press, New Brunswick 1992, ISBN 0-8135-1824-5.
- Stephen S. Hall: Invisible Frontiers: The Race to Synthesize a Human Gene. Atlantic Monthly Press, New York 1987, ISBN 0-87113-147-1.
- Frederic Lawrence Holmes: Meselson, Stahl, and the Replication of DNA: A History of „The Most Beautiful Experiment in Biology“. Yale University Press, New Haven 2001, ISBN 0-300-08540-0.
- Thomas Junker: Geschichte der Biologie. C. H. Beck, München 2004.
- Lily E. Kay: The Molecular Vision of Life: Caltech, The Rockefeller Foundation, and the Rise of the New Biology. Oxford University Press, New York 1993, ISBN 0-19-511143-5.
- Robert E. Kohler: Lords of the Fly: „Drosophila“ Genetics and the Experimental Life. Chicago University Press, Chicago 1994, ISBN 0-226-45063-5.
- Robert E. Kohler: Landscapes and Labscapes: Exploring the Lab-Field Border in Biology. University of Chicago Press, Chicago 2002, ISBN 0-226-45009-0.
- Sheldon Krimsky: Biotechnics and Society: The Rise of Industrial Genetics. Praeger Publishers, New York 1991, ISBN 0-275-93860-3.
- Edward J. Larson: Evolution: The Remarkable History of a Scientific Theory. The Modern Library, New York 2004, ISBN 0-679-64288-9.
- James Lennox: Aristotle’s Biology. In: Stanford Encyclopedia of Philosophy. 15. Februar 2006, überarbeitet am 27. Juli 2011
- Arthur O. Lovejoy: The Great Chain of Being: A Study of the History of an Idea. Harvard University Press, 1936; Reprint: 1982, ISBN 0-674-36153-9
- Lois N. Magner: A History of the Life Sciences. 3. Auflage. Marcel Dekker, New York 2002, ISBN 0-8247-0824-5.
- Stephen F. Mason: A History of the Sciences. Collier Books, New York 1956.
- Ernst Mayr: The Growth of Biological Thought: Diversity, Evolution, and Inheritance. The Belknap Press of Harvard University Press, Cambridge, Massachusetts 1982, ISBN 0-674-36445-7.
- Ernst W. Mayr, William B. Provine (Hrsg.): The Evolutionary Synthesis: Perspectives on the Unification of Biology. Harvard University Press, Cambridge 1998, ISBN 0-674-27226-9.
- Michel Morange: A History of Molecular Biology. Übersetzung von Matthew Cobb. Harvard University Press, Cambridge 1998, ISBN 0-674-39855-6.
- Anson Rabinbach: The Human Motor: Energy, Fatigue, and the Origins of Modernity. University of California Press, 1992, ISBN 0-520-07827-6.
- Paul Rabinow: Making PCR: A Story of Biotechnology. University of Chicago Press, Chicago 1996, ISBN 0-226-70146-8.
- Martin J. S. Rudwick: The Meaning of Fossils. The University of Chicago Press, Chicago 1972, ISBN 0-226-73103-0.
- Peter Raby: Bright Paradise: Victorian Scientific Travellers. Princeton University Press, Princeton 1997, ISBN 0-691-04843-6.
- Sheila M. Rothman & David J. Rothman: The Pursuit of Perfection: The Promise and Perils of Medical Enhancement. Vintage Books, New York 2003, ISBN 0-679-75835-6.
- Jan Sapp: Genesis: The Evolution of Biology. Oxford University Press, New York 2003, ISBN 0-19-515618-8.
- James A. Secord: Victorian Sensation: The Extraordinary Publication, Reception, and Secret Authorship of Vestiges of the Natural History of Creation. University of Chicago Press, Chicago 2000, ISBN 0-226-74410-8.
- Anthony Serafini: The Epic History of Biology. Perseus Publishing, 1993.
- Vassiliki Betty Smocovitis: Unifying Biology: The Evolutionary Synthesis and Evolutionary Biology. Princeton University Press, Princeton 1996, ISBN 0-691-03343-9.
- John Sulston: The Common Thread: A Story of Science, Politics, Ethics and the Human Genome. National Academy Press, 2002, ISBN 0-309-08409-1.
- William C. Summers Félix d’Herelle and the Origins of Molecular Biology. Yale University Press, New Haven 1999, ISBN 0-300-07127-2.
- Alfred Sturtevant: A History of Genetics. Cold Spring Harbor Laboratory Press, Cold Spring Harbor 2001, ISBN 0-87969-607-9.
- Arnold Thackray (Hrsg.): Private Science: Biotechnology and the Rise of the Molecular Sciences. University of Pennsylvania Press, Philadelphia 1998, ISBN 0-8122-3428-6.
- Georg Toepfer: Historisches Wörterbuch der Biologie. Geschichte und Theorie der biologischen Grundbegriffe. 3 Bände. Metzler, Stuttgart 2011.
- Ludwig Trepl: Geschichte der Ökologie. Vom 17. Jahrhundert bis zur Gegenwart. Athenäum, Frankfurt am Main 1987.
- Edward O. Wilson: Naturalist. Island Press, 1994.
- Carl Zimmer: Evolution: the triumph of an idea. HarperCollins, New York 2001, ISBN 0-06-113840-1.

## Weitere Literatur
- Änne Bäumer: Geschichte der Biologie. 3 Bände. Peter Lang, Frankfurt am Main/Berlin/Bern/New York/Paris/Wien 1991–1996.
- Ute Deichmann: Biologen unter Hitler. Vertreibung, Karrieren, Forschung. Campus, Frankfurt am Main 1992, ISBN 978-3-593-34763-9.
- Ilse Jahn: Geschichte der Biologie. 3., neubearbeitete und erweiterte Auflage. Spektrum Akademischer Verlag, Heidelberg/Berlin 2000, ISBN 978-3-8274-1023-8.
- Thomas Junker: Geschichte der Biologie. Die Wissenschaft vom Leben. C. H. Beck, München 2004, ISBN 978-3-406-50834-9.
- George Juraj Stein: Biological Science and the Roots of Nazism. In: American Scientist. Band 76, Nr. 1, 1988, S. 50–58.